# Goetheturm

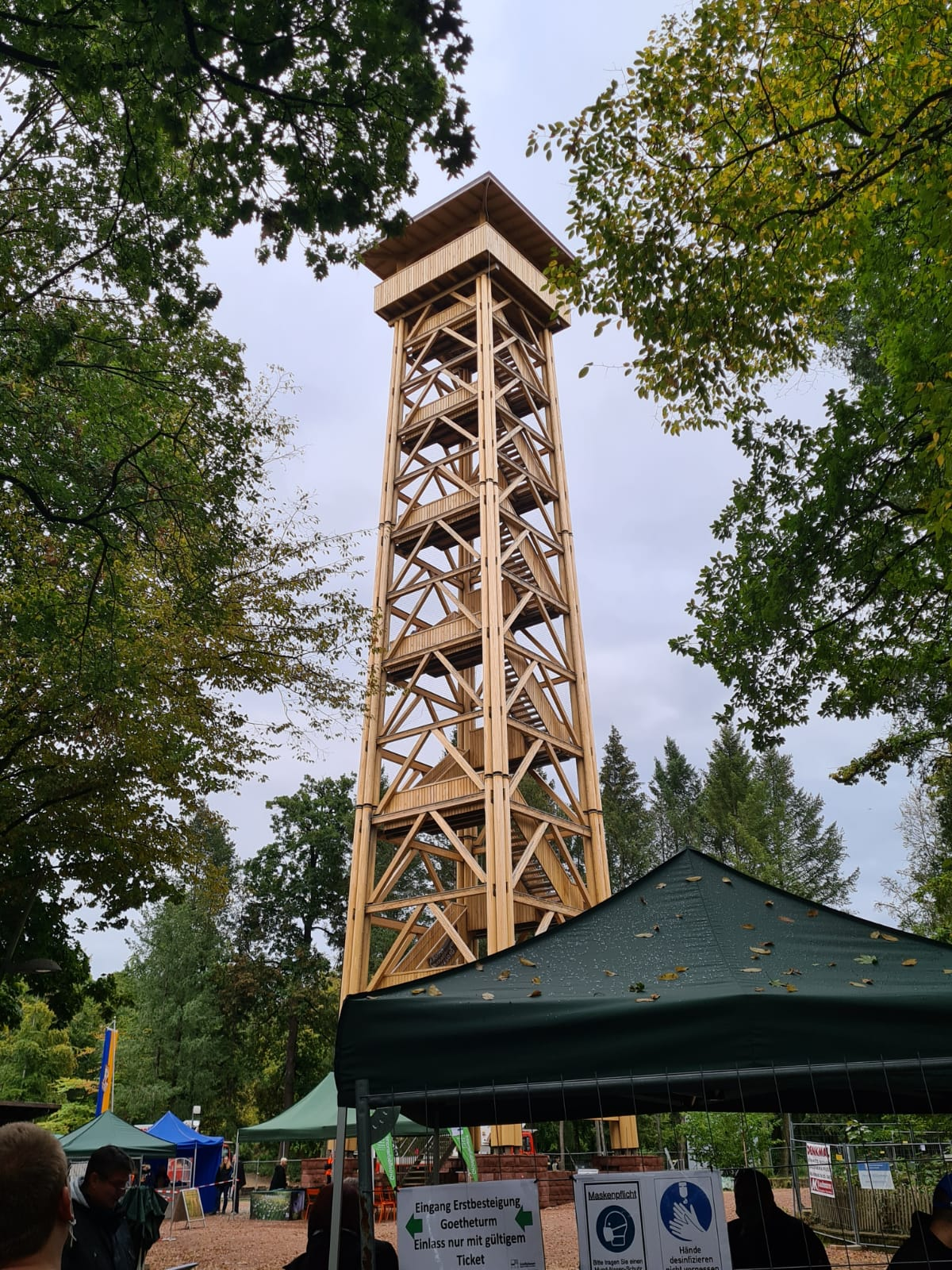
Neuer Goetheturm (2020)

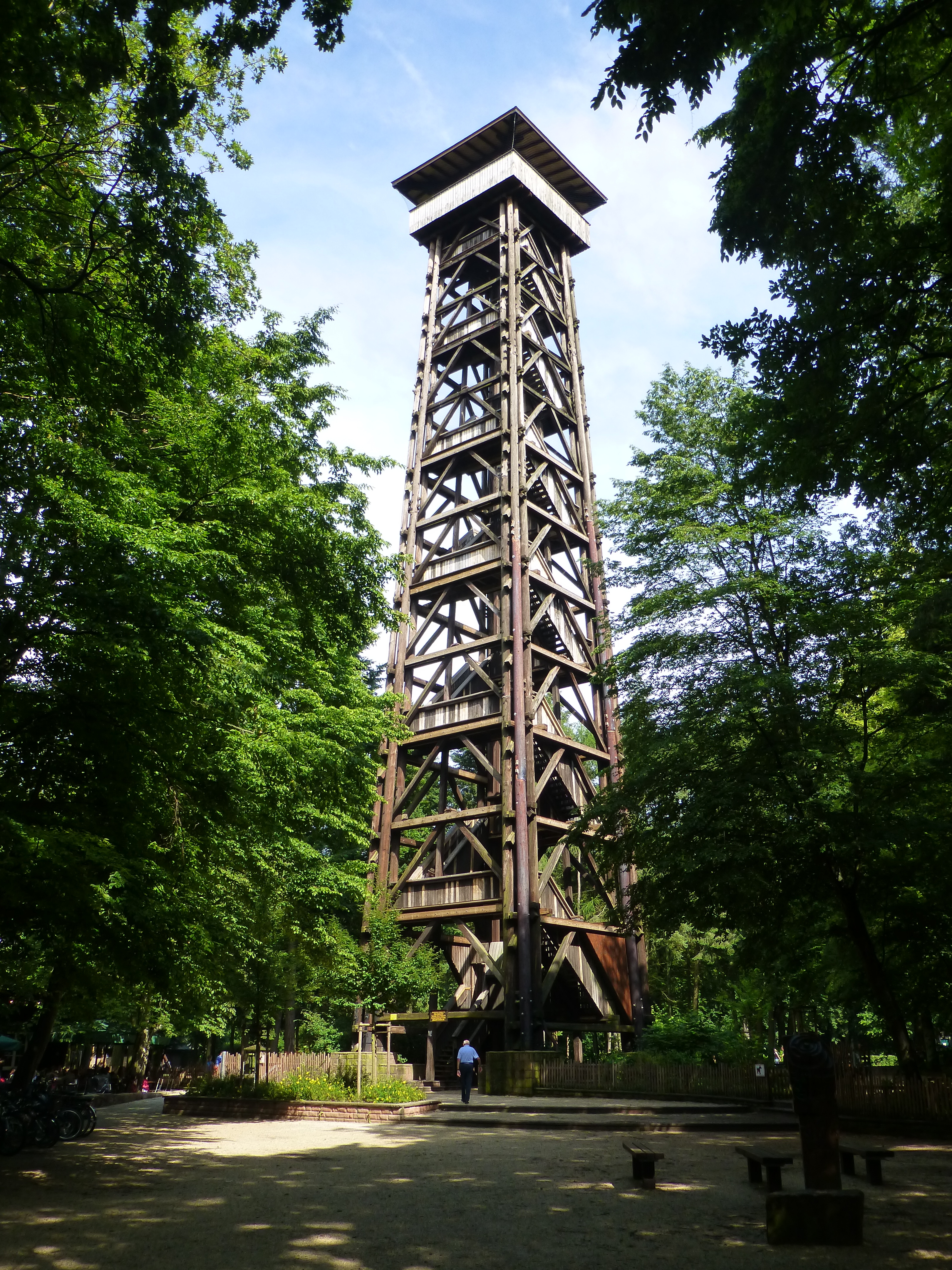
Goetheturm in Frankfurt (2015)

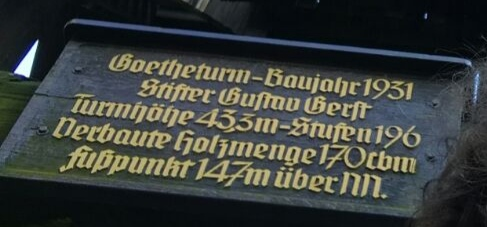
Am Goetheturm angebrachte Tafel (2017)

Der Goetheturm ist ein vollständig aus Holz erbauter, 43 Meter hoher Aussichtsturm am nördlichen Rand des Frankfurter Stadtwaldes in Sachsenhausen (Stadtteil von Frankfurt am Main) im Sachsenhäuser Landwehrweg. Der nach Johann Wolfgang von Goethe benannte Turm hat 196 Stufen und war bis 1999, als er vom Jahrtausendturm in Magdeburg abgelöst wurde, der höchste öffentlich zugängliche Holzbau Deutschlands. In der Nacht zum 12. Oktober 2017 wurde er durch Brandstiftung vollständig zerstört und zwischen 2019 und 2020 originalgetreu wiederaufgebaut.

## Geschichte
Seit 1870 stand etwa 80 Meter nördlich vom heutigen Standort ein Aussichtstempel, der 1877 durch einen 22 Meter hohen Holzturm auf einem Hügel ersetzt wurde. Dieser Aussichtsplatz trug den Namen Goetheruhe. Beide Bauwerke schuf der Verschönerungsverein Frankfurt e. V. Die umgebenden Grünanlagen wurden 1877 nach einem Plan von Heinrich Siesmayer angelegt. Unweit der Goetheruhe befand sich am Wendelsweg ein großes Ausflugsrestaurant, das ebenfalls den Namen Goetheruhe führte. Der 1877 errichtete Turm musste nach dem Ersten Weltkrieg wegen Baufälligkeit abgerissen werden.
Der neue Goetheturm wurde 1931 weiter nördlich errichtet, wofür der Kaufmann und Kommerzienrat Gustav Gerst 28.000 Reichsmark stiftete. Die Stadt stellte das vom damaligen Oberforstmeister Jacobi ausgesuchte Bauholz, insgesamt etwa 340 m³ Kiefern-, Buchen- und Eichenholz, zur Verfügung. Die feierliche Eröffnung fand im November 1931 statt – kurz vor Beginn des Goethejahres 1932 anlässlich des 100. Todestages von Goethe.

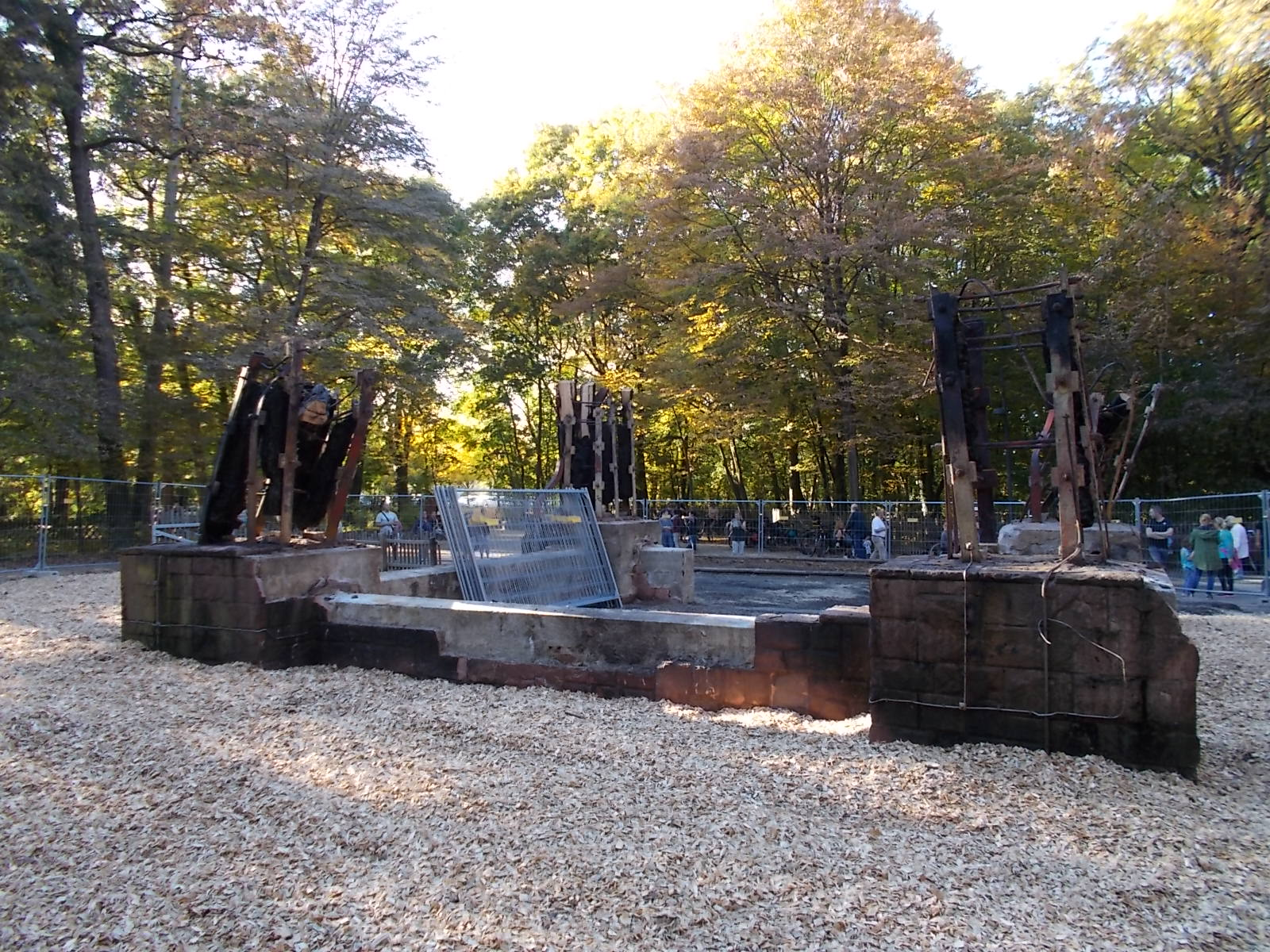
Abgebrannter Goetheturm (2017)

Von 1981 bis 1982 wurde der Turm aufwendig renoviert. Zur Wiedereröffnung wurde am Samstag, dem 8. Mai 1982, ein Fest ausgerichtet. Von da an fand jährlich am ersten Samstag im Mai das Goetheturmfest am Fuße des Turms statt, das vom Vereinsring Sachsenhausen und den ihm angeschlossenen Vereinen ausgerichtet wurde.
Unweit des Standorts des Turmes liegt seit 2000 eine nachgebildete dorische Säule mit der Inschrift „Arkadien, ein Königreich in Spartas Nachbarschaft“, ein Kunstwerk des schottischen Künstlers Ian Hamilton Finlay. Das Denkmal entstand im Rahmen des „Verschönerungsprojektes Goetheturm“.
Der Turm wurde von 2010 bis 2014 grundsaniert und war seit dem 11. April 2014 wieder öffentlich zugänglich.
Am 12. Oktober 2017 gegen 03:10 Uhr gingen bei Feuerwehr und Polizei Meldungen ein, dass der Turm in Flammen stehe. Als wenige Minuten später Einsatzkräfte eintrafen, stand der Turm bereits im Vollbrand. Die Feuerwehr entschied sich aufgrund des fortgeschrittenen Brandes dafür, den Turm kontrolliert abbrennen zu lassen und sich auf den Schutz der Umgebung zu konzentrieren. Gegen vier Uhr brach der Turm in sich zusammen. Es wurde wegen Brandstiftung ermittelt. Unmittelbar nach seiner Zerstörung wurde der Wiederaufbau des Goetheturms von mehreren Seiten gefordert. Bei einer Befragung hatten sich 78 Prozent der Teilnehmer für eine möglichst originalgetreue Rekonstruktion und gegen einen modernen Turm ausgesprochen. Laut FAZ-Berichterstattung wurden von den veranschlagten 2,4 Millionen Euro Baukosten durch die Versicherung 2,1 Millionen Euro abgedeckt. Die Stadt musste für zusätzliche Sicherheitsmaßnahmen aufkommen und für die Neugestaltung rund um den Turm. Knapp 200.000 Euro an Spenden sollten für die Außenanlagen samt Baumpflanzungen eingesetzt werden.
Mit dem Wiederaufbau des Goetheturms wurde Anfang November 2019 begonnen; Ende Juli 2020 stand der neue Turm, der im Frühjahr 2021 eröffnet werden sollte. Der neue Goetheturm unterscheidet sich optisch von seinem Vorgänger nur durch die hellere Farbe. Auch der Neubau besteht größtenteils aus Holz und wurde von Holzbau Amann errichtet. Am 6. April 2021 wurde der neue Goetheturm für das Publikum geöffnet. Bereits einen Tag später musste er wegen loser Schrauben an den Holztreppenstufen allerdings wieder gesperrt werden. Nach Behebung der Mängel ist der Turm seit dem 10. April wieder zugänglich.

## Architektur und Bedeutung des Goetheturmes

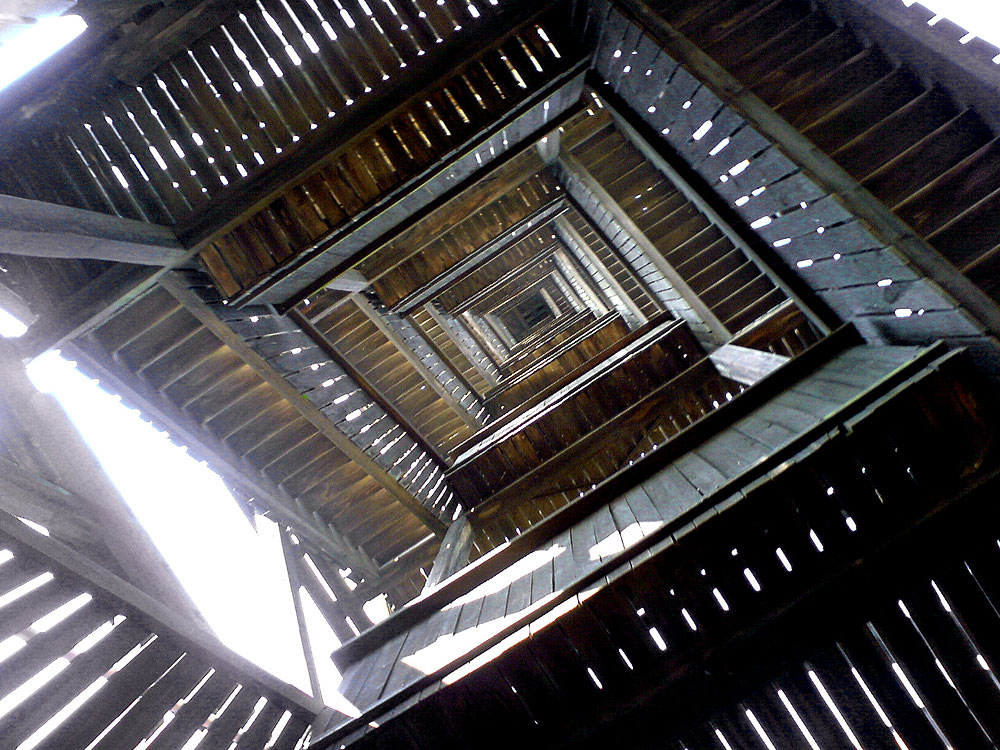
Erster Goetheturm (bis 2017) von innen, Blick senkrecht nach oben

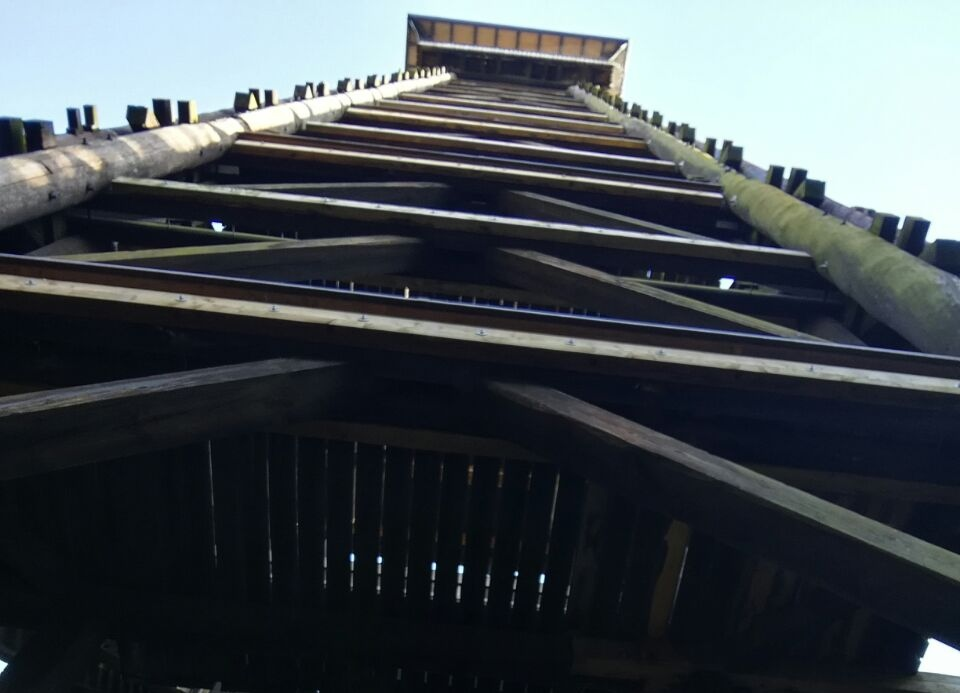
Erster Goetheturm (2017), Blick außen senkrecht nach oben

Der vollständig aus Holz erbaute erste Goetheturm war 43,3 m hoch und hatte 196 Stufen. Der Grundriss war quadratisch von 8,4 m Kantenlänge. An jeder Ecke befanden sich sandsteinverkleidete, 1,35 Meter hohe Fundamentblöcke, die außer an der nordwestlichen Eingangsseite durch Sandsteinmauern miteinander verbunden waren. Auf den Eckfundamenten erhoben sich jeweils vier Holzpfosten mit großem Durchmesser, die wegen der Höhe des Turms jeweils aus vier Teilstücken bestanden. Sie waren alle in einer Fachwerkkonstruktion miteinander verbunden, die sich bis zur Plattform auf 5 Meter Kantenlänge verjüngte und den rechtsdrehenden Treppenaufgang umschloss. Dieser führte von zwei breiten Sandsteinstufen an der Nordostseite des Turms mit 196 Stufen über zwölf Zwischenpodeste zur überdachten, 6 mal 6 Meter großen, 39,5 Meter hohen Aussichtsplattform. Auf den Zwischenpodesten waren zur Innenseite des Turms jeweils Holzbänke angebracht. Ab etwa 26 Meter Höhe bis hinauf zur Plattform war aus Sicherheitsgründen außen am Turm ein Stahlnetz angebracht. Auch die Plattform war außen mit einem Stahlnetz gesichert, das von der Brüstung bis zum Dach reichte, jedoch den Ausblick relativ wenig beeinträchtigte. Zuletzt hatte man durch den Baumbewuchs keinen Blick auf die südöstlichen Vororte Frankfurts.
Bis zur Errichtung des Jahrtausendturmes in Magdeburg im Jahr 1999 war der Goetheturm der höchste öffentlich zugängliche Holzbau Deutschlands. Im Jahr 2007 war er nach dem Funkturm Rottenbuch (66 Meter ohne Antennen), dem Jahrtausendturm in Magdeburg (60 Meter), den Zwillingstürmen des Antennenmessplatzes Brück (54 Meter) und dem Aussichtsturm Blumenthal (45 Meter) das fünfthöchste Holzbauwerk Deutschlands. Der Goetheturm diente als Aussichtsturm sowie als Sendeturm für den Mobilfunk. Außerdem diente er als Fernsehumsetzer (Kanal E47).
Der in den Jahren 2019 und 2020 erfolgte Wiederaufbau des Goetheturms war weitgehend originalgetreu. An einigen Schnittstellen wurden Stahlelemente eingebaut, die den Turm widerstandsfähiger gegen Feuchtigkeit machen und die Instandhaltung erleichtern sollen.

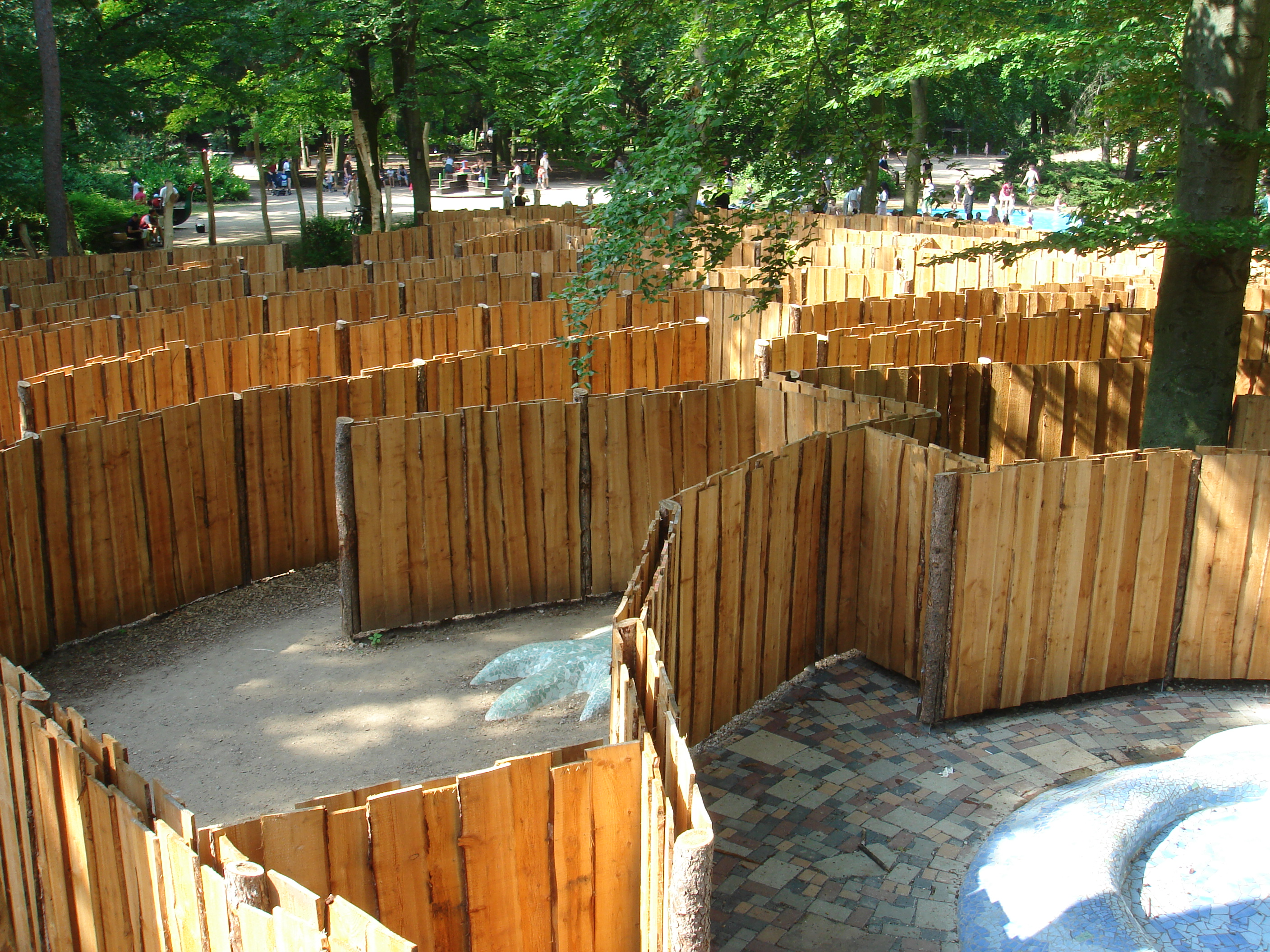
Irrgarten auf dem Waldspielpark Goetheturm

## Naherholungszentrum
Wie vor seiner Zerstörung ist der Goetheturm mit seinem Umfeld auch nach seiner Wiedererrichtung ein beliebtes Ausflugsziel insbesondere für Familien. An seinem Fuß liegt der 3 Hektar große Spielpark Goetheturm. Dort gibt es unter anderem eine Riesenrutsche und ein Planschbecken. 2006 wurde im Waldspielpark der Irrgarten mit GrünGürtel-Tieren angelegt. Gleich neben dem Spielpark befindet sich ein Gartenlokal. Der Goetheturm ist jeweils vom 1. April bis zum 31. Oktober von 8.00 Uhr bis zum Einbruch der Dunkelheit (spätestens 20 Uhr) zugänglich.

## Verkehrsanbindung
Der Standort des Goetheturms ist durch die Buslinie 48, Haltestelle Goetheturm, mit öffentlichen Verkehrsmitteln gut zu erreichen. Die Haltestellen Hainer Weg und Sachsenhäuser Warte der Buslinien 30, 36, OF-50 und 653 sind über einen kurzen Fußweg erreichbar. Für den motorisierten Individualverkehr steht ein großer Parkplatz am Sachsenhäuser Landwehrweg zur Verfügung.

## Bilder vom Goetheturm (1931–2017)

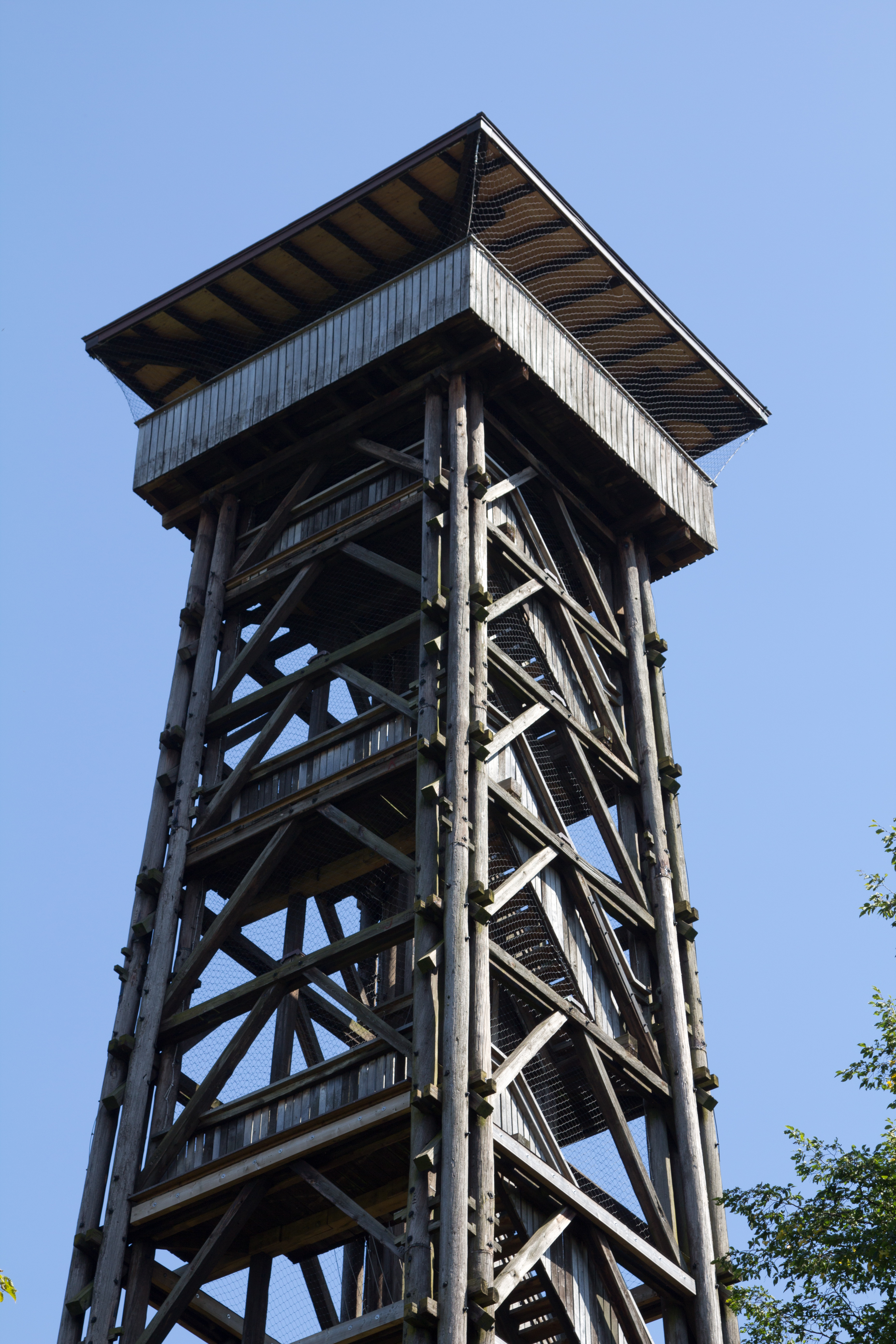
Oberer Teil des Goetheturms (August 2017)
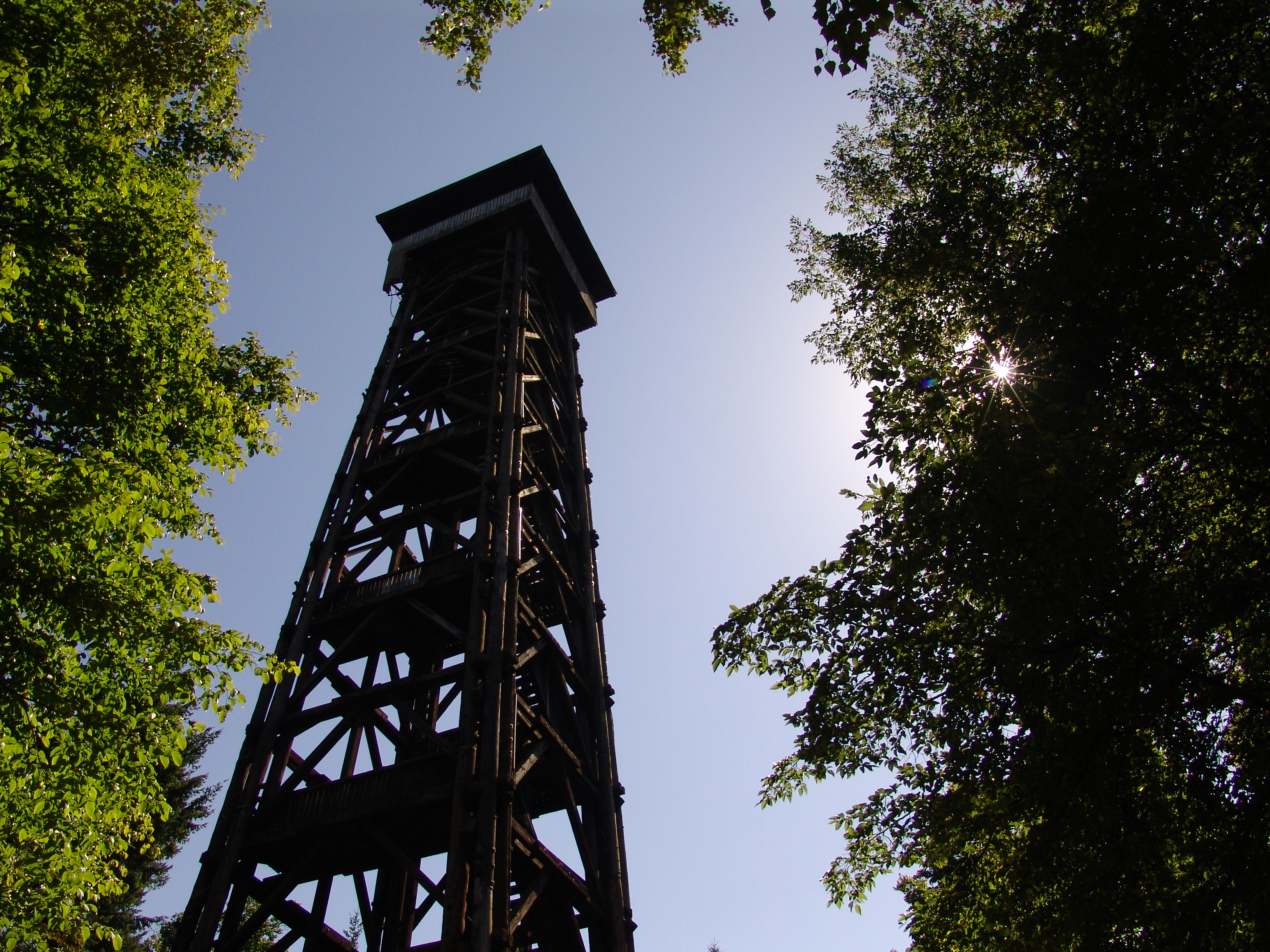
Goetheturm (2010) vom Eingang des Waldparks aus gesehen
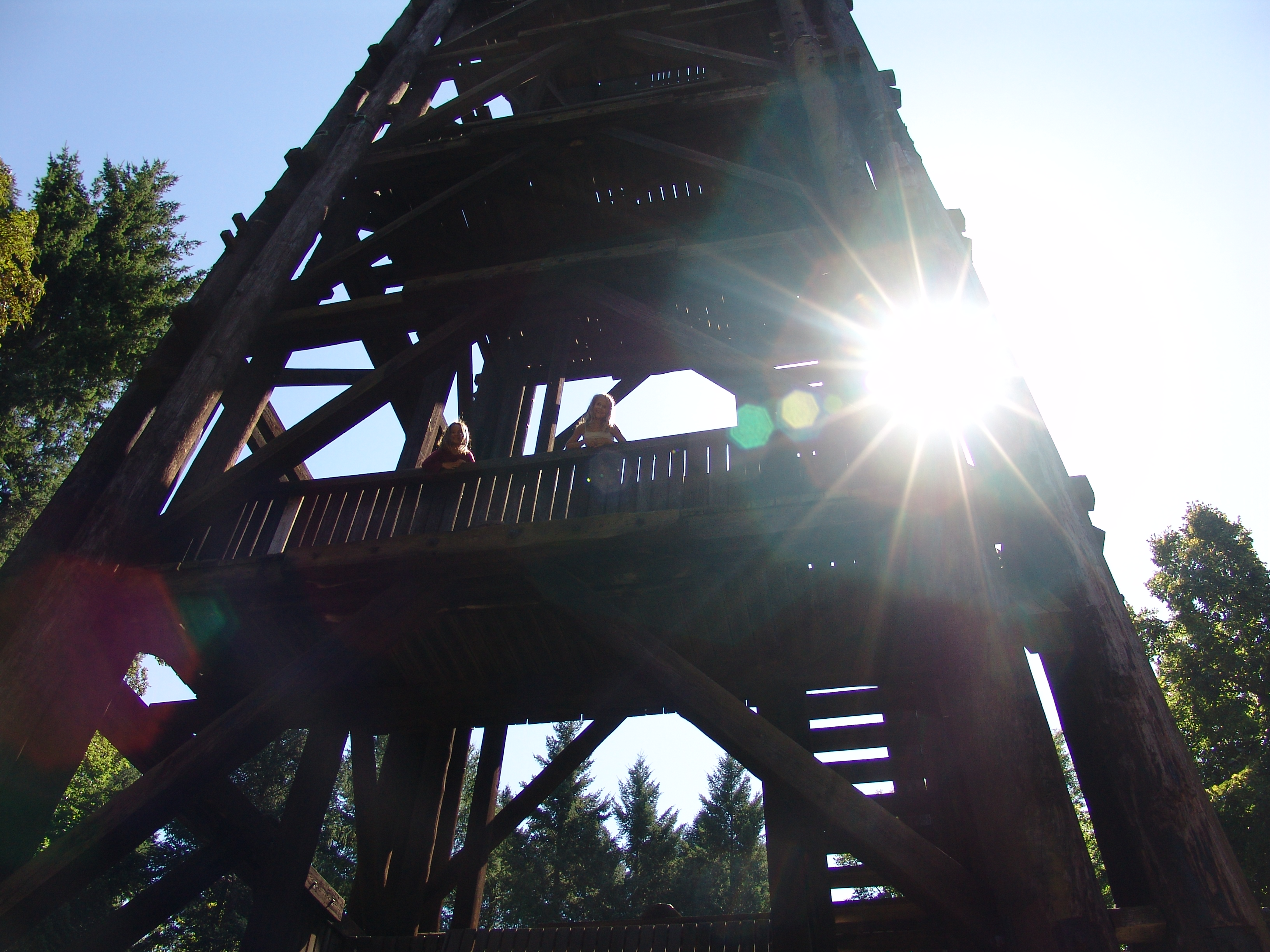
Goetheturm (2010) vom Fuß des Turms aus gesehen
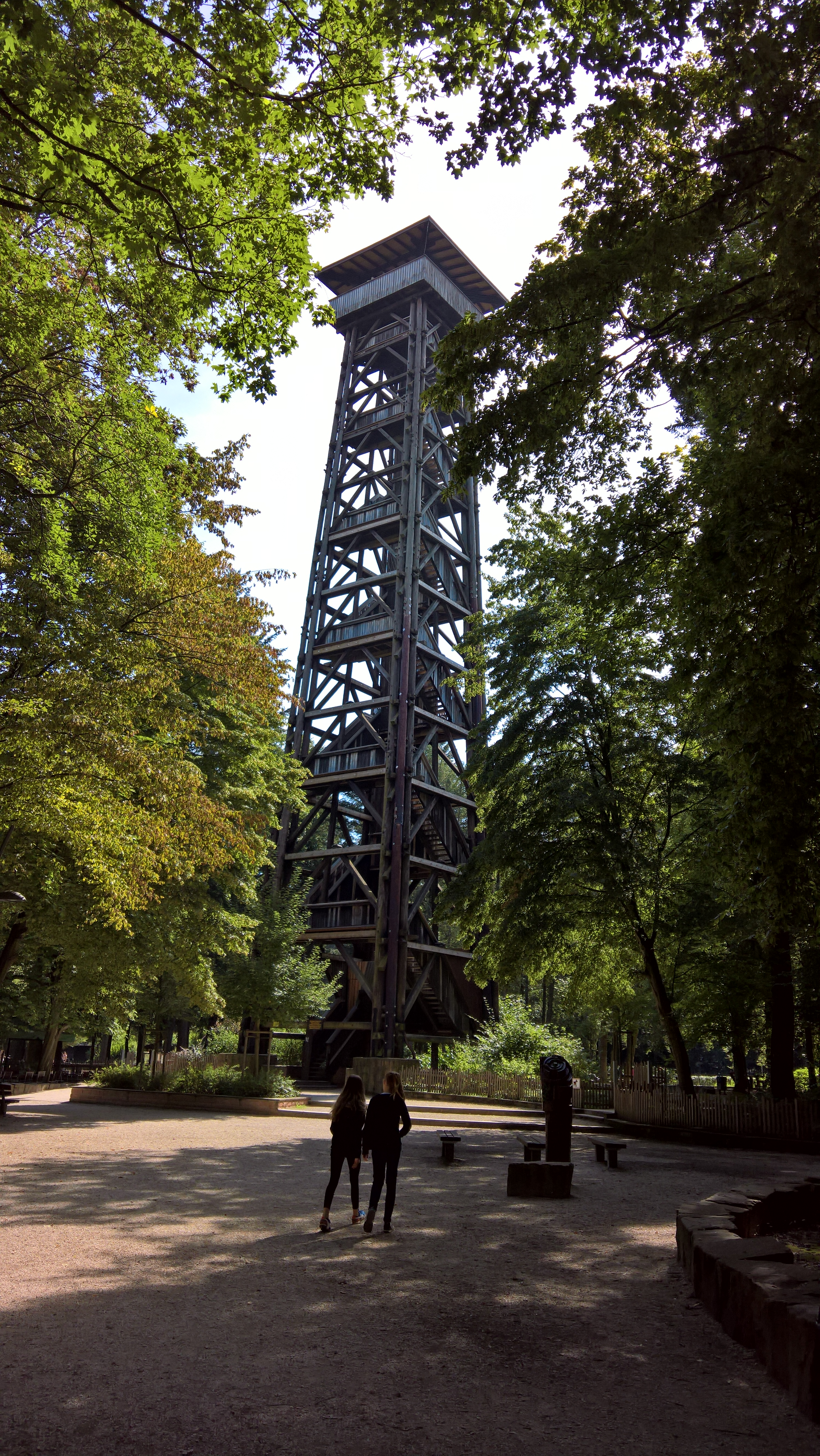
Kompletter Goetheturm von Fundament bis Spitze (2016)
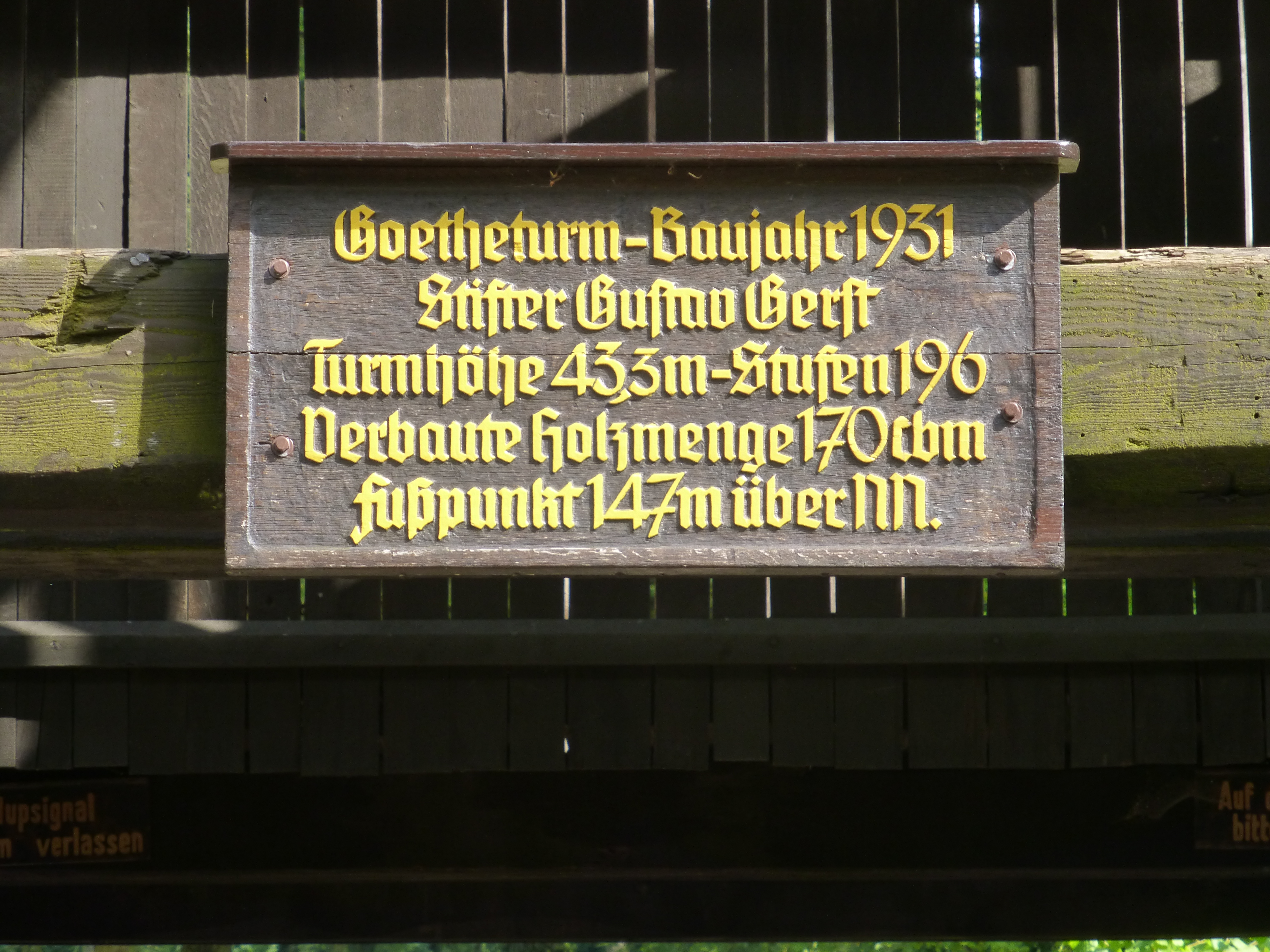
Information zum Turm
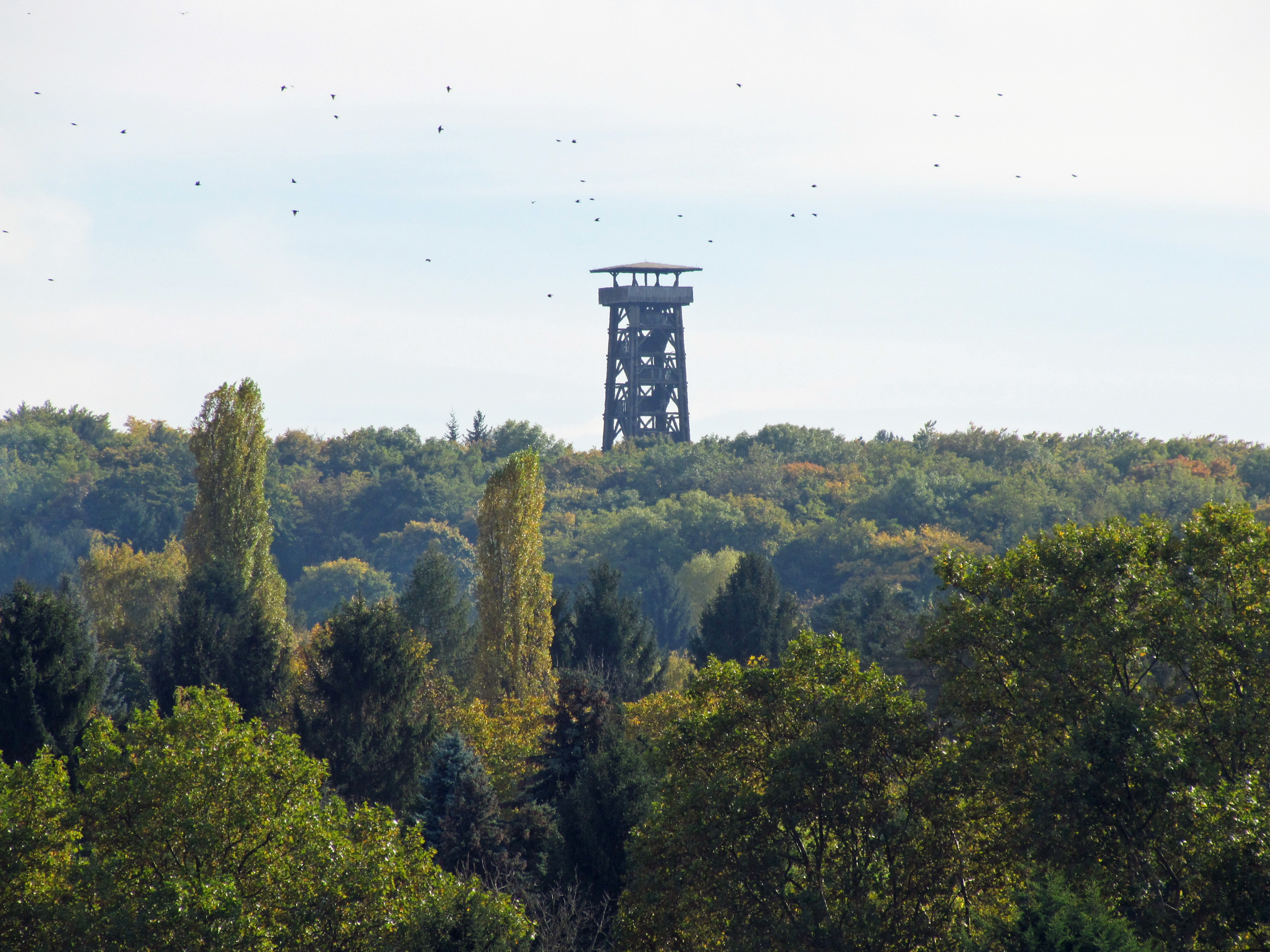
Goetheturm (2012) von Frankfurt-Sachsenhausen aus
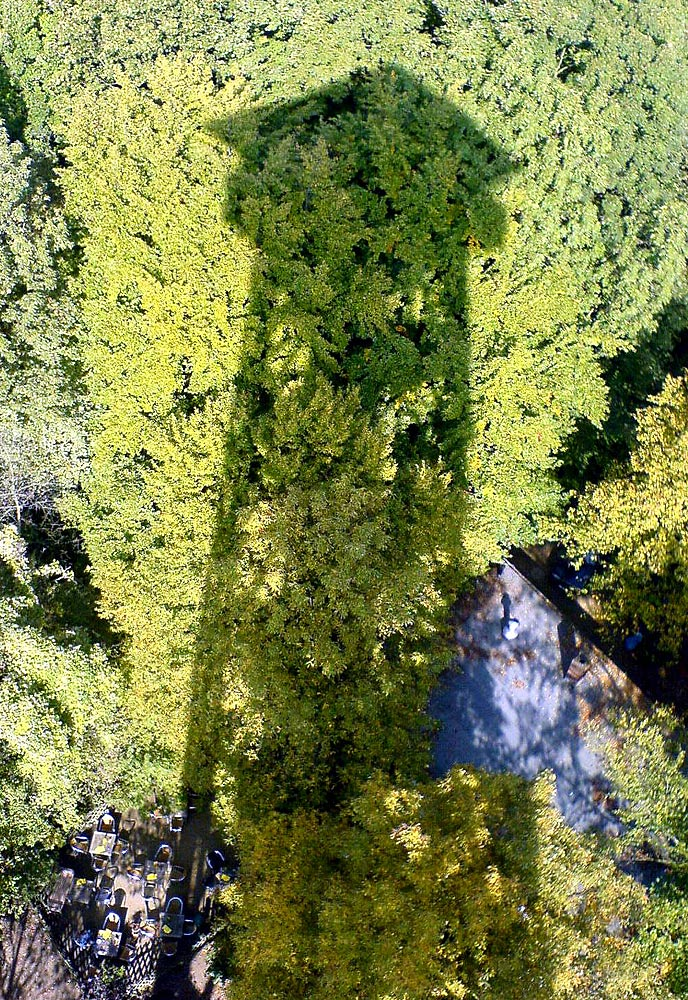
Blick vom Goetheturm
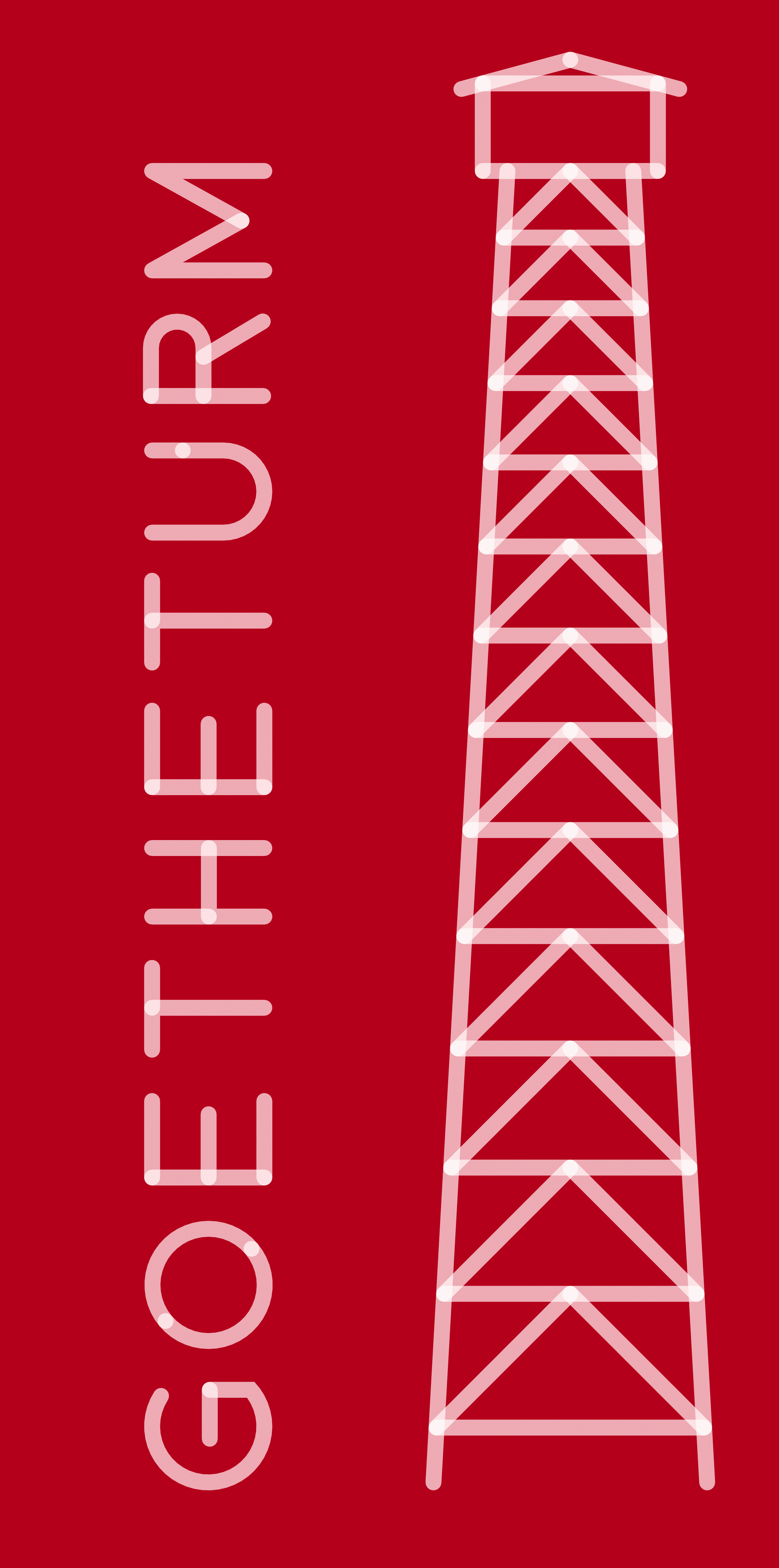
Grafik Goetheturm

## Bilder der Brandruine (2017)

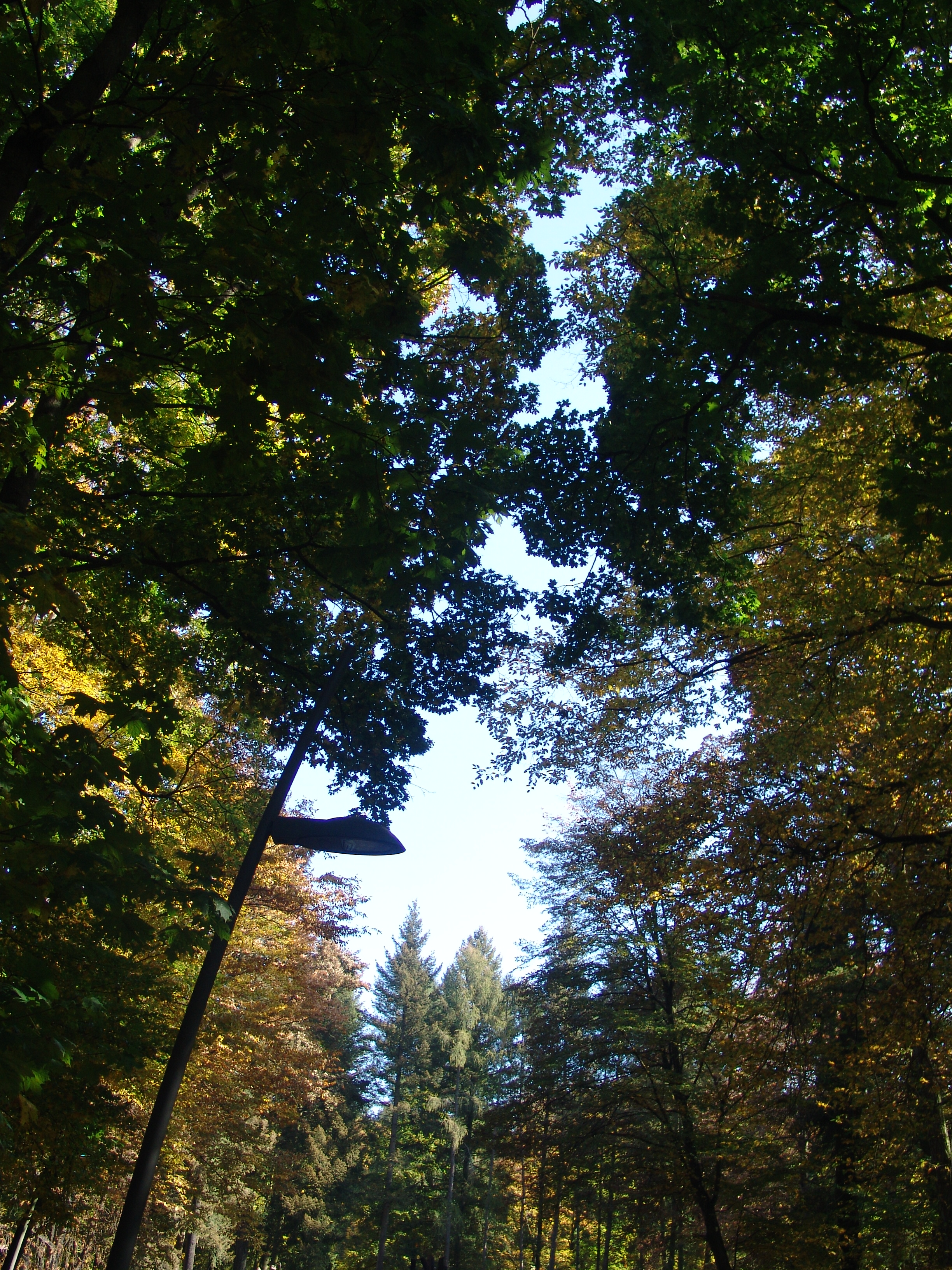
Klaffende Lücke im Frankfurter Waldpark, wo einst der Goetheturm stand
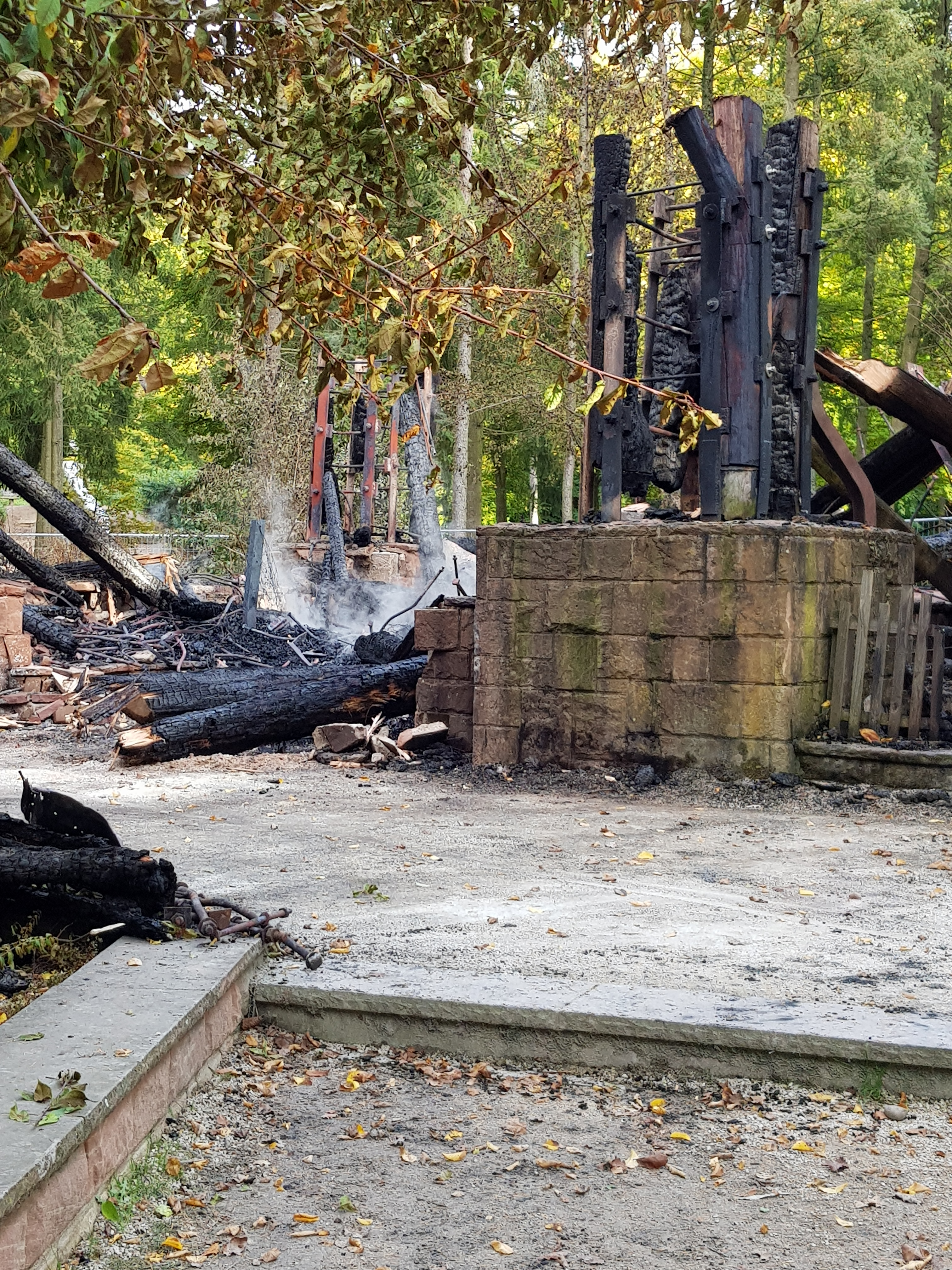
Goetheturm Ruine eines der Standbeine
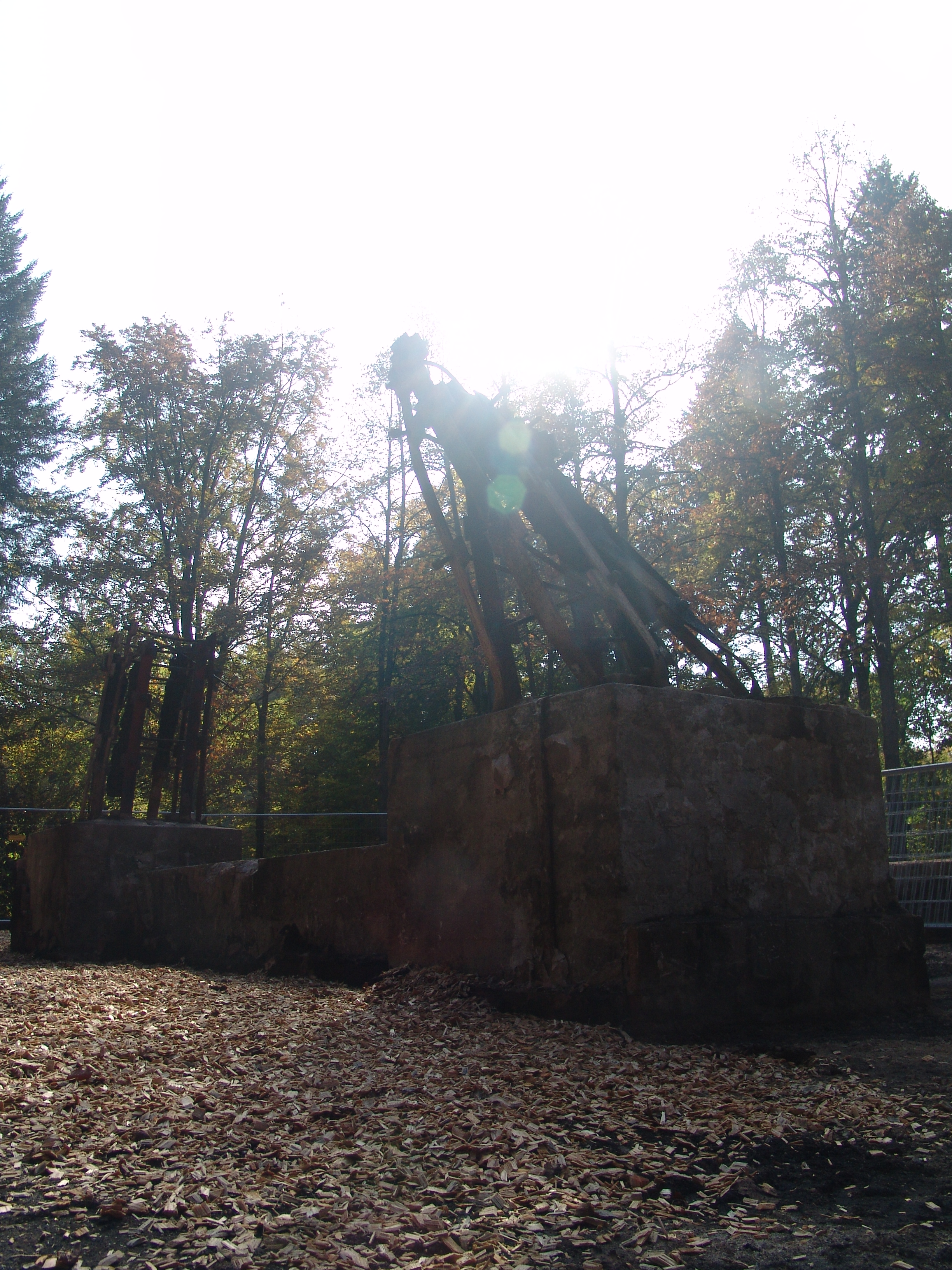
Fundament, Rest des Goetheturms
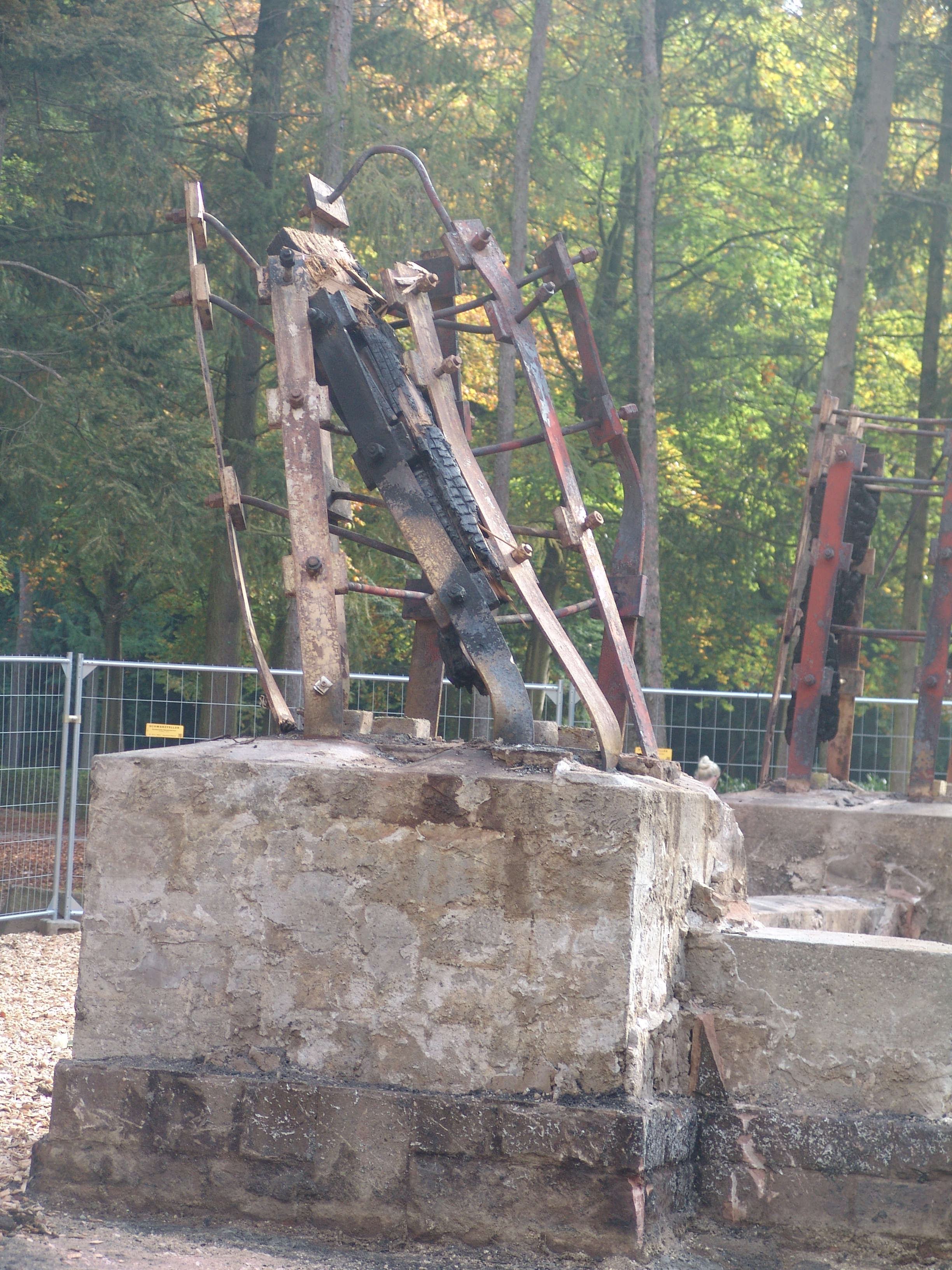
Fundament, Rest des Goetheturms
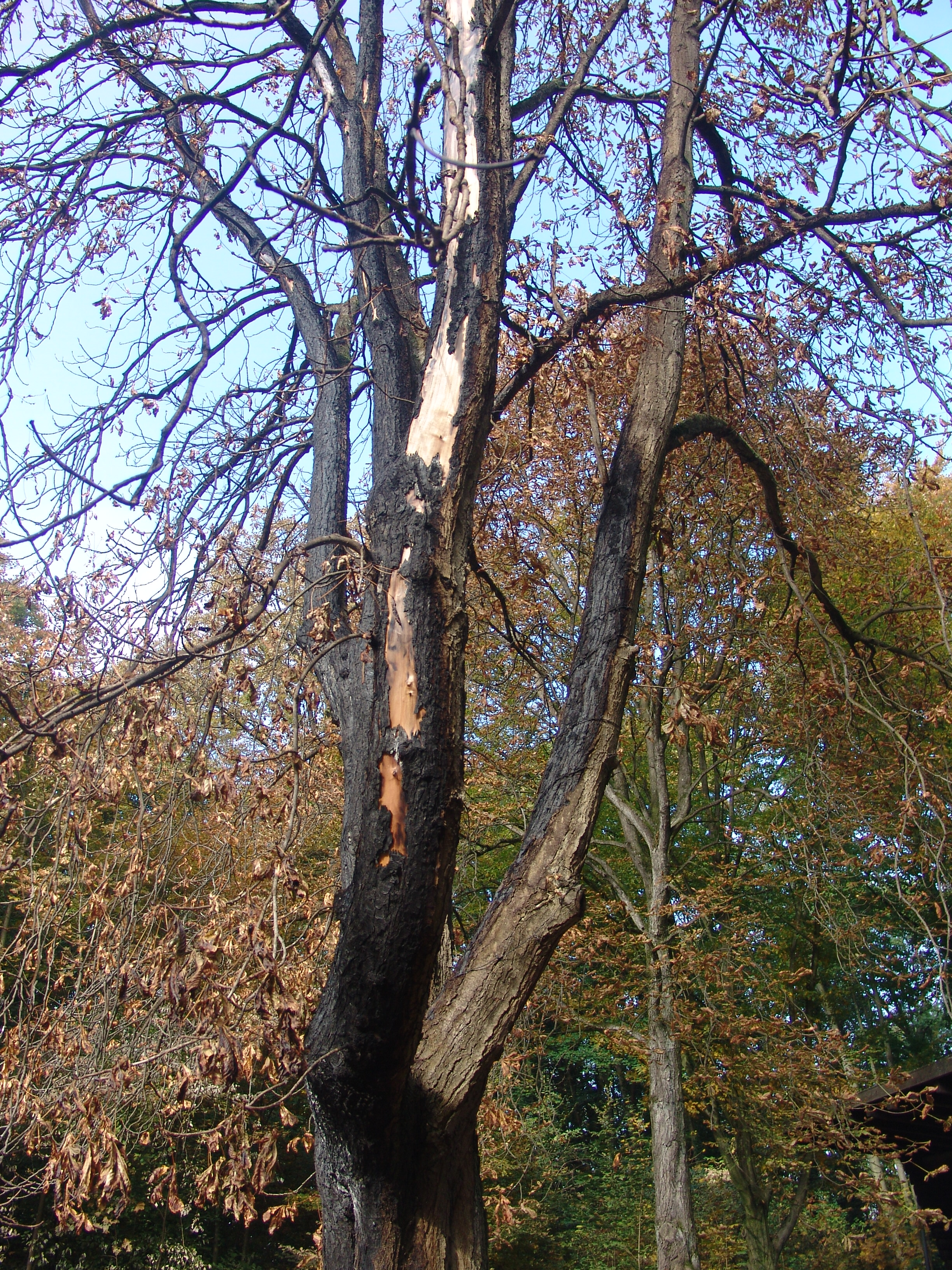
Brandschäden am Baumbestand im Bereich des ehemaligen Goetheturms

## Bilder vom Wiederaufbau (ab 2020)

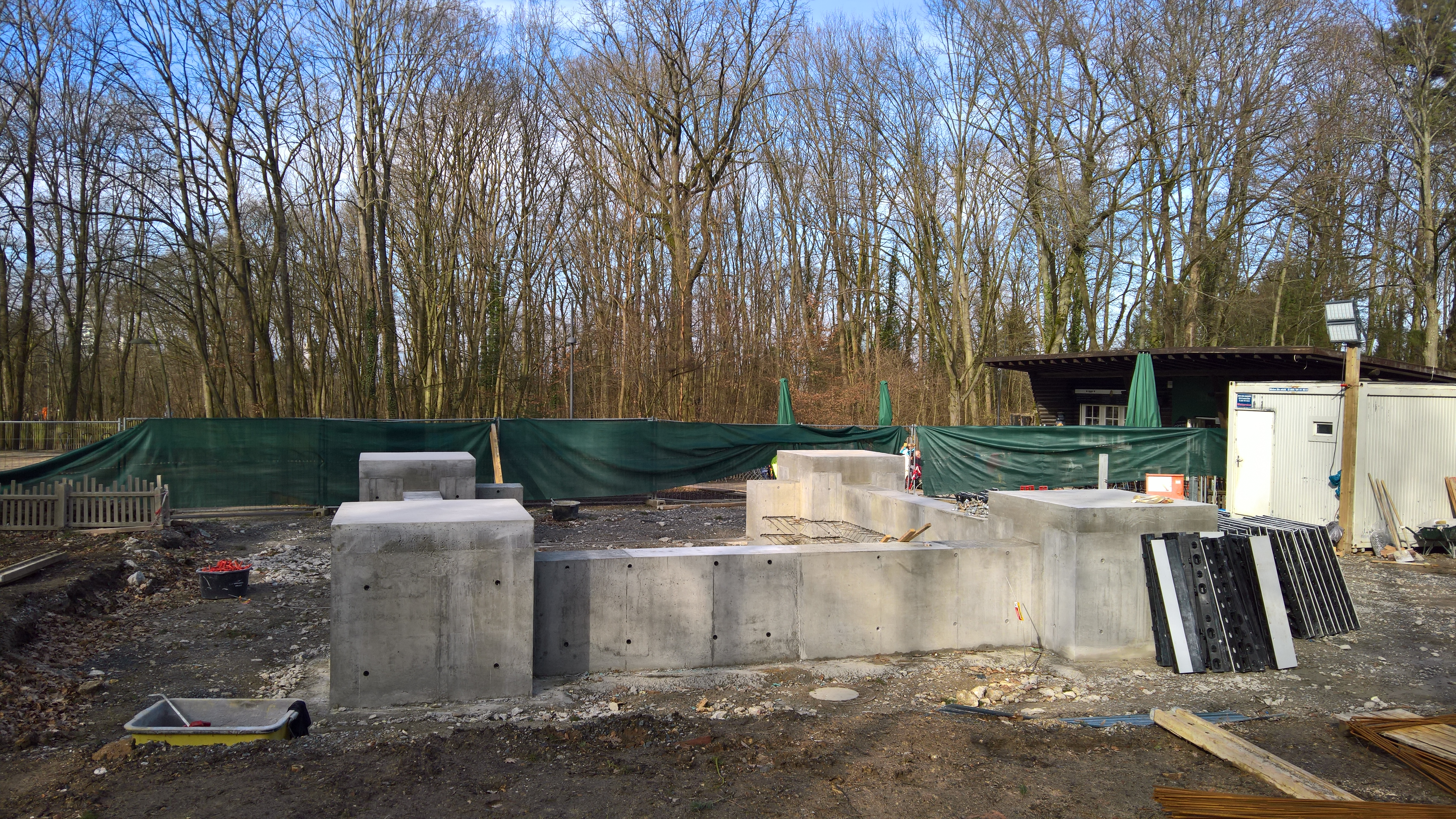
Fundament des neuen Goetheturms im Februar 2020
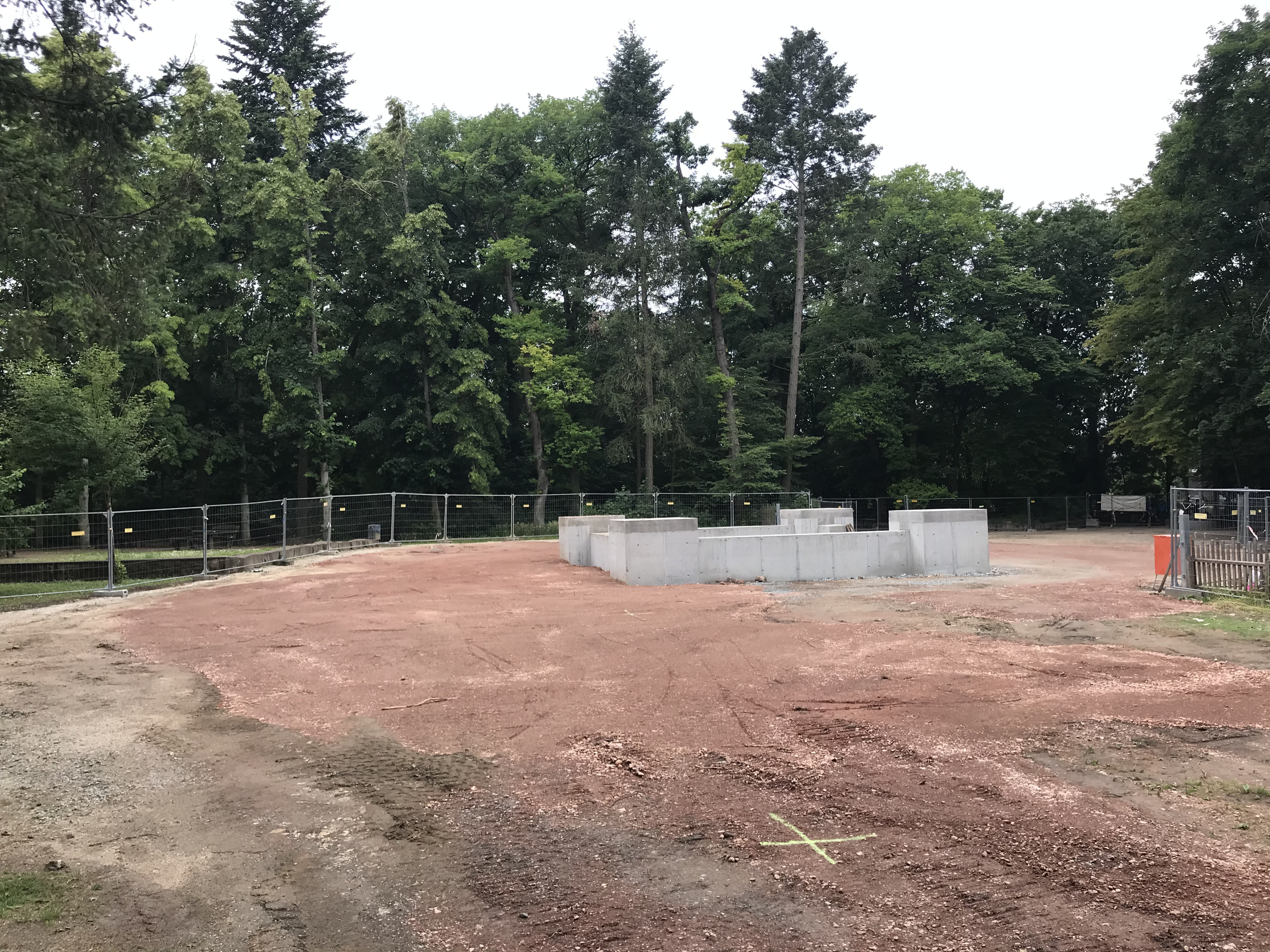
Fundament im Juni 2020
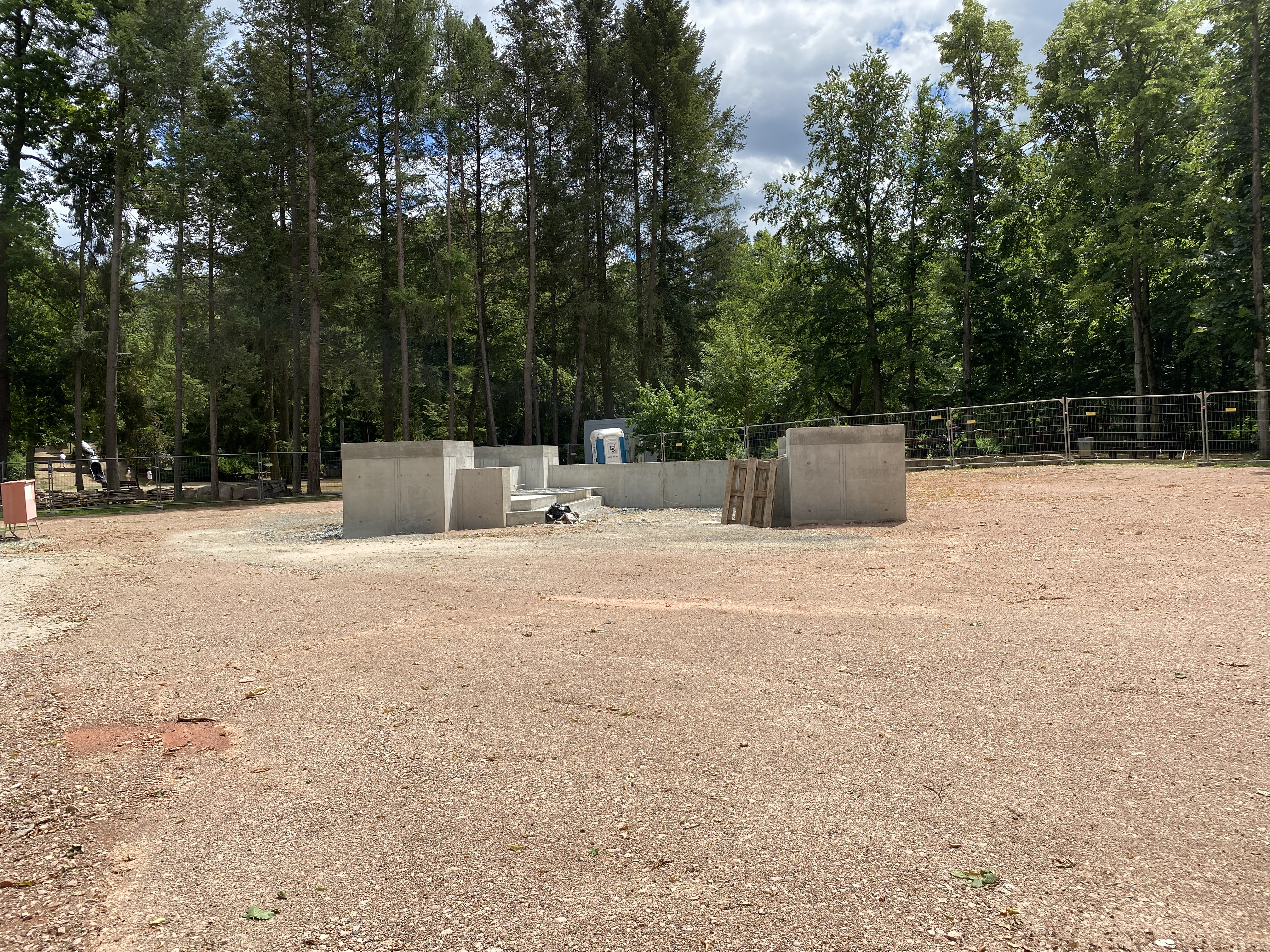
Fundament am 3. Juli 2020
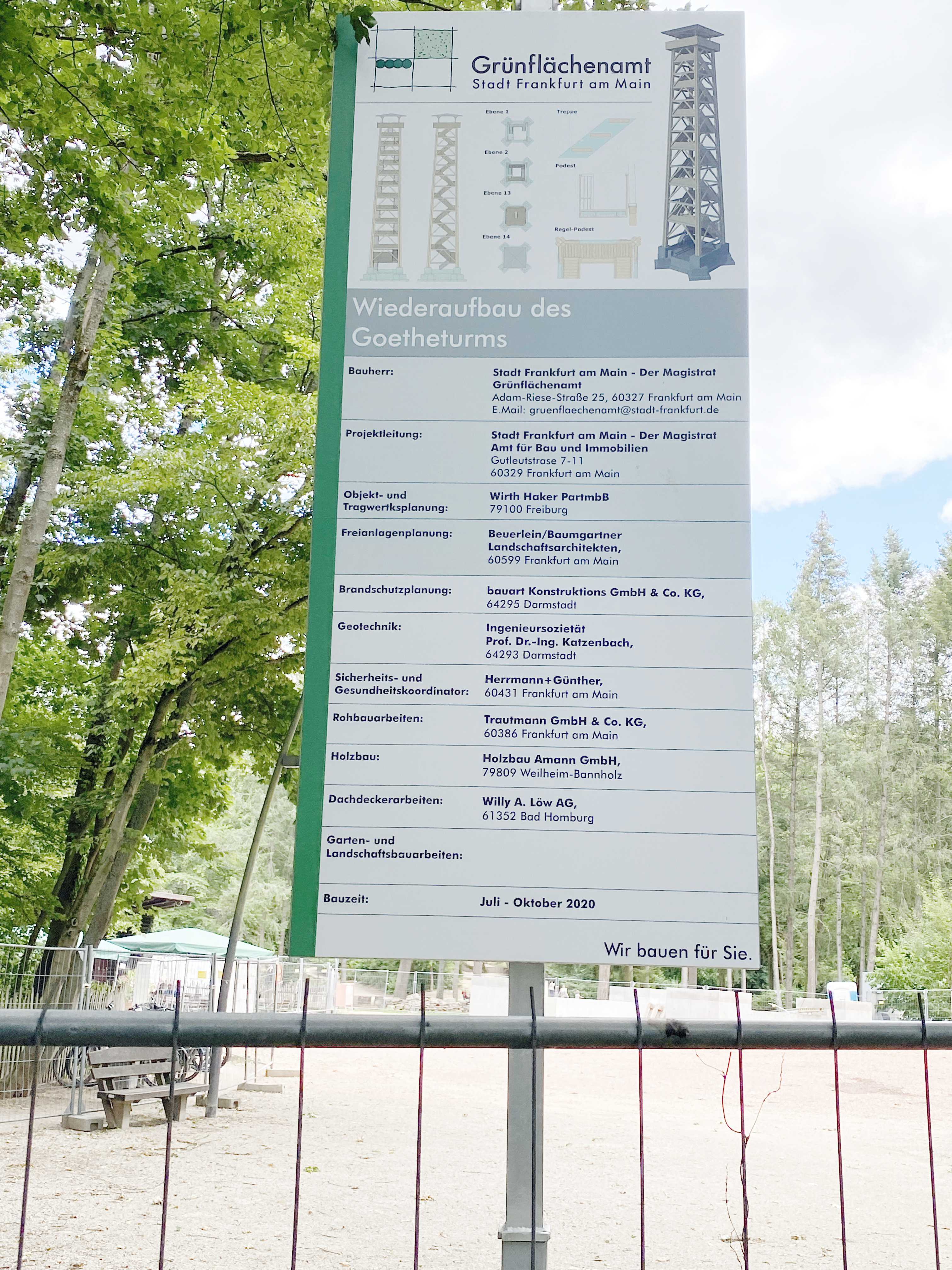
Baubeschreibung
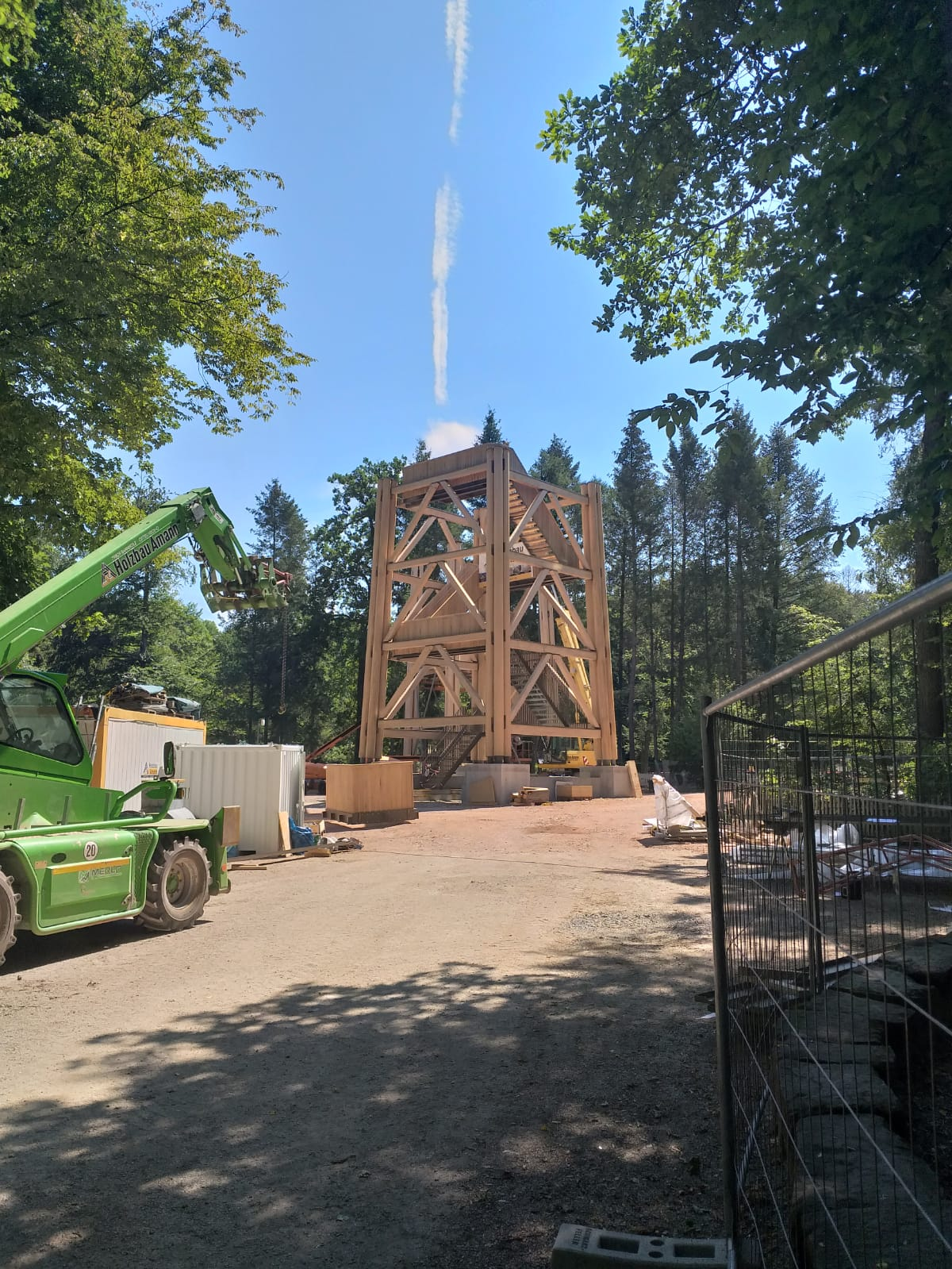
Wiederaufbau am 14. Juli 2020
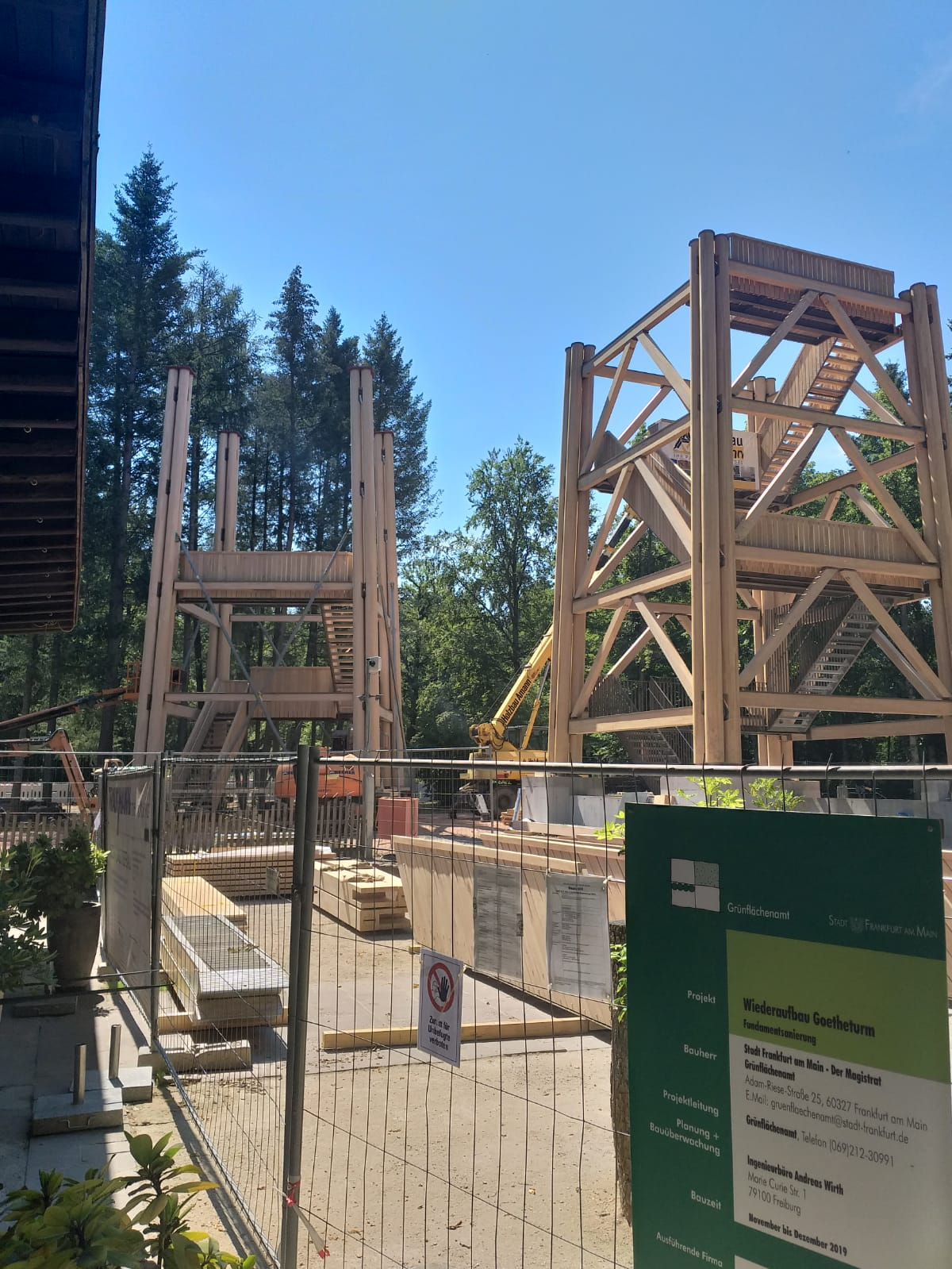
Modulare Bauweise, Modul 1 und 2
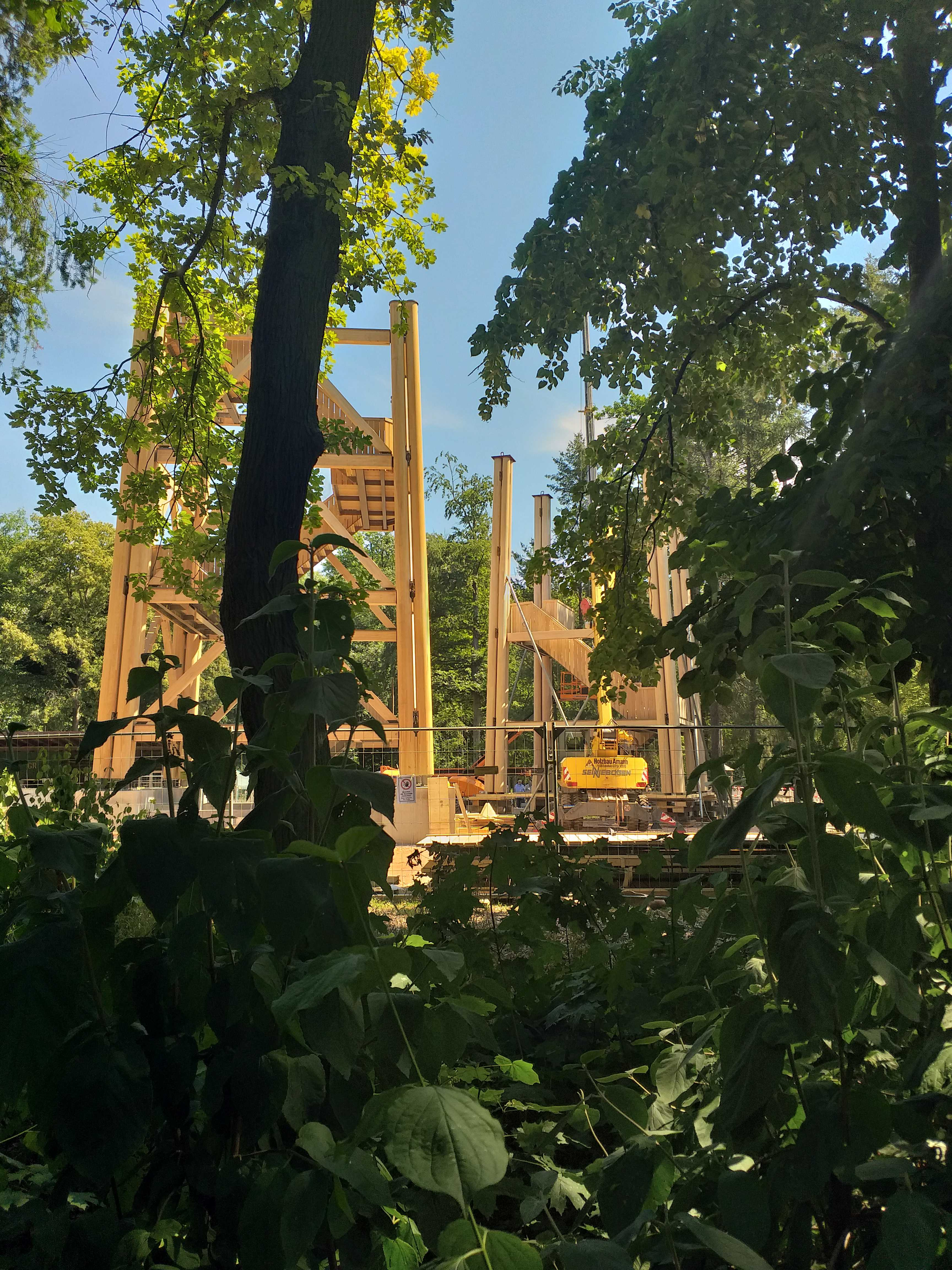
Modulare Bauweise, Modul 1 und 2
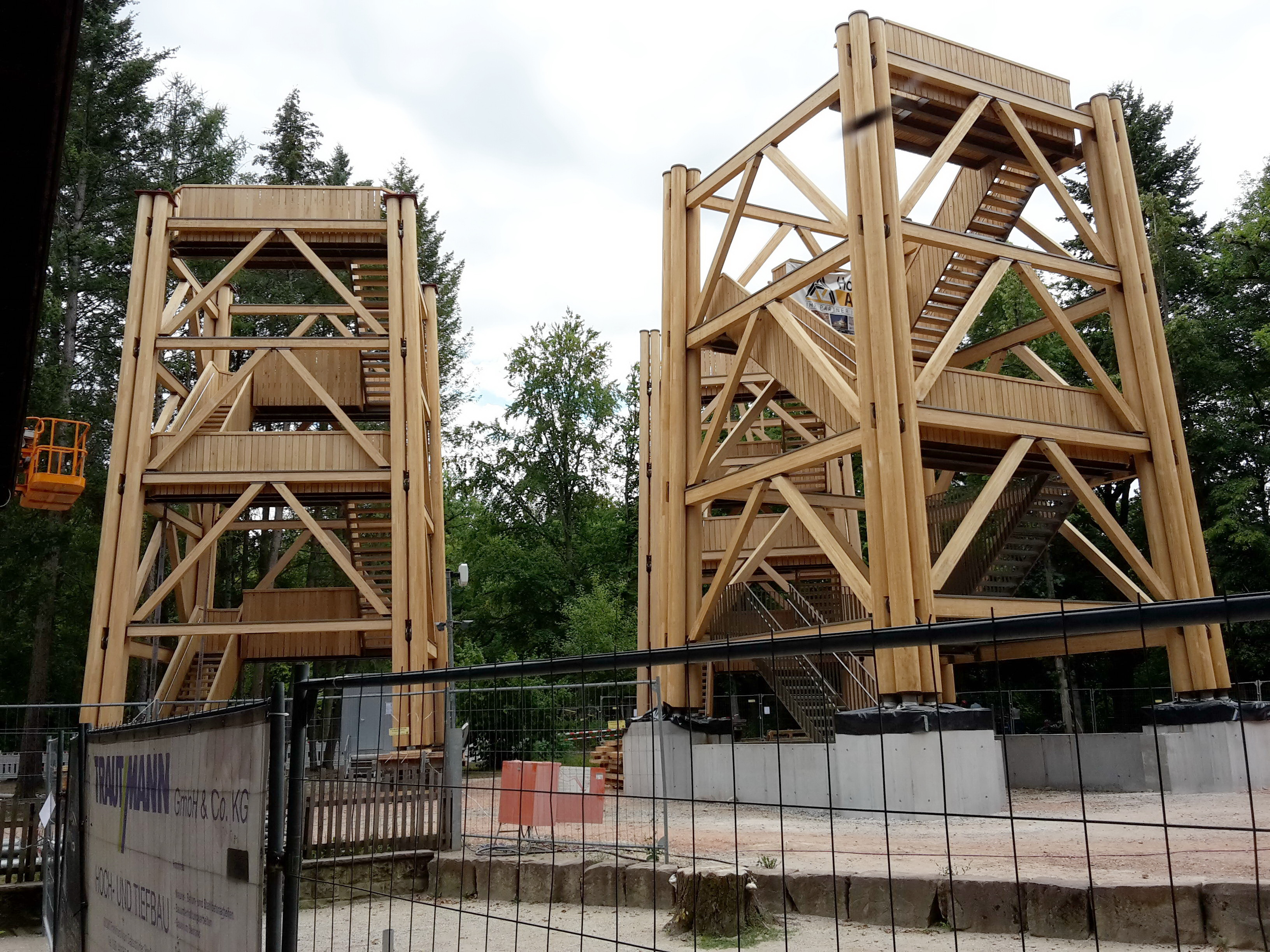
Alle 3 Module am 25. Juli 2020 vor der Endmontage
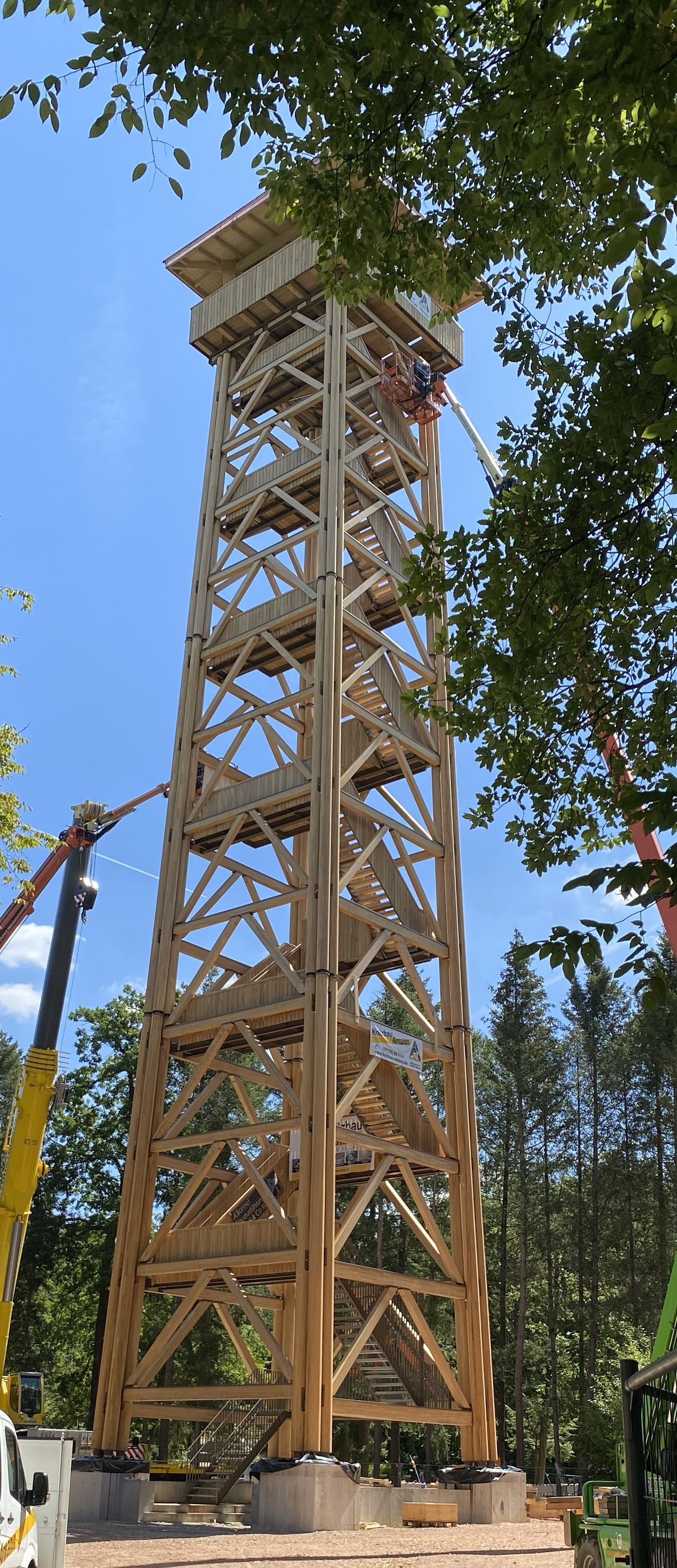
Fertigstellung, 29. Juli 2020

## Bilder nach dem Wiederaufbau

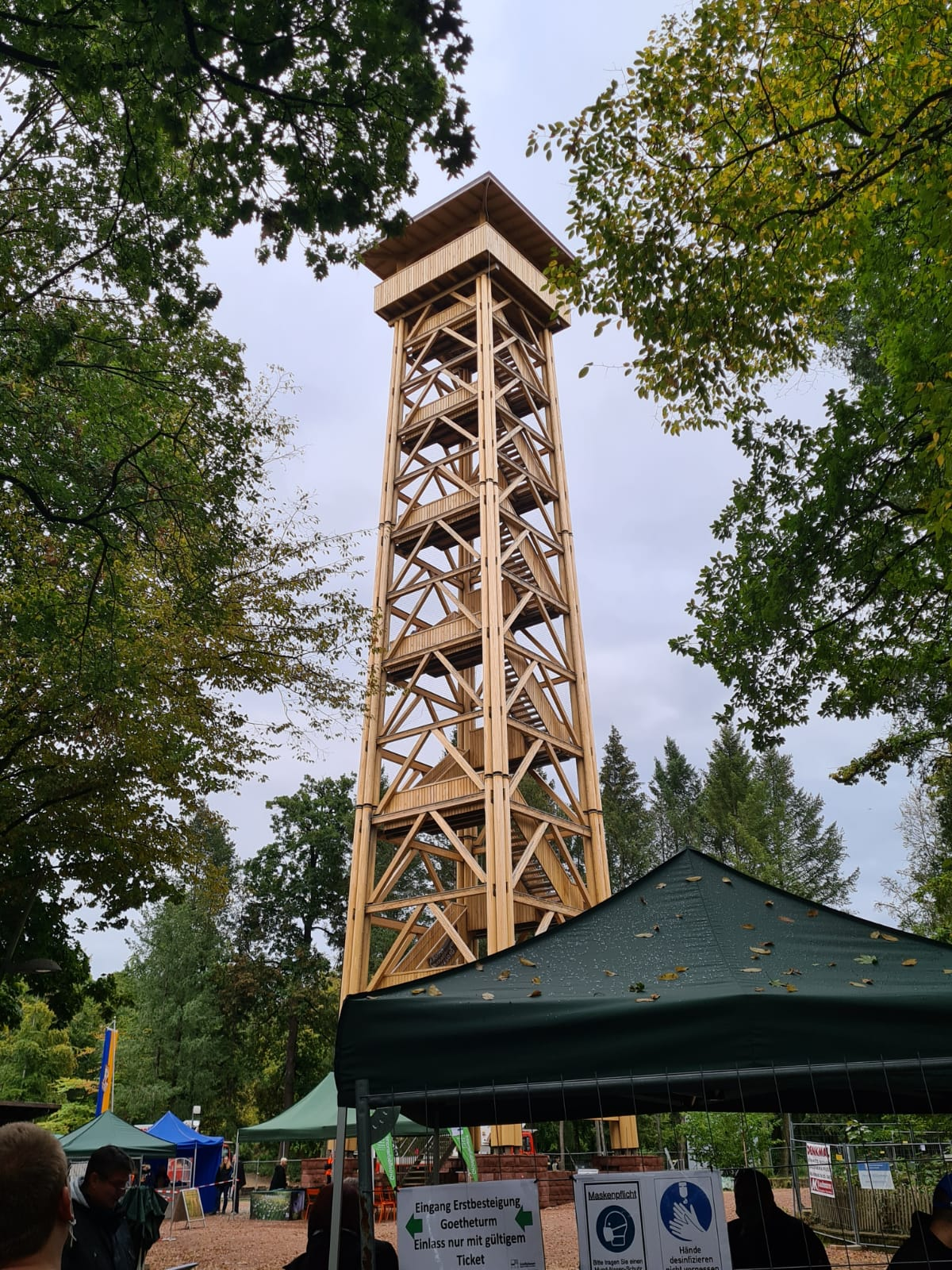
Goetheturm mit Besuchern im Herbst 2020
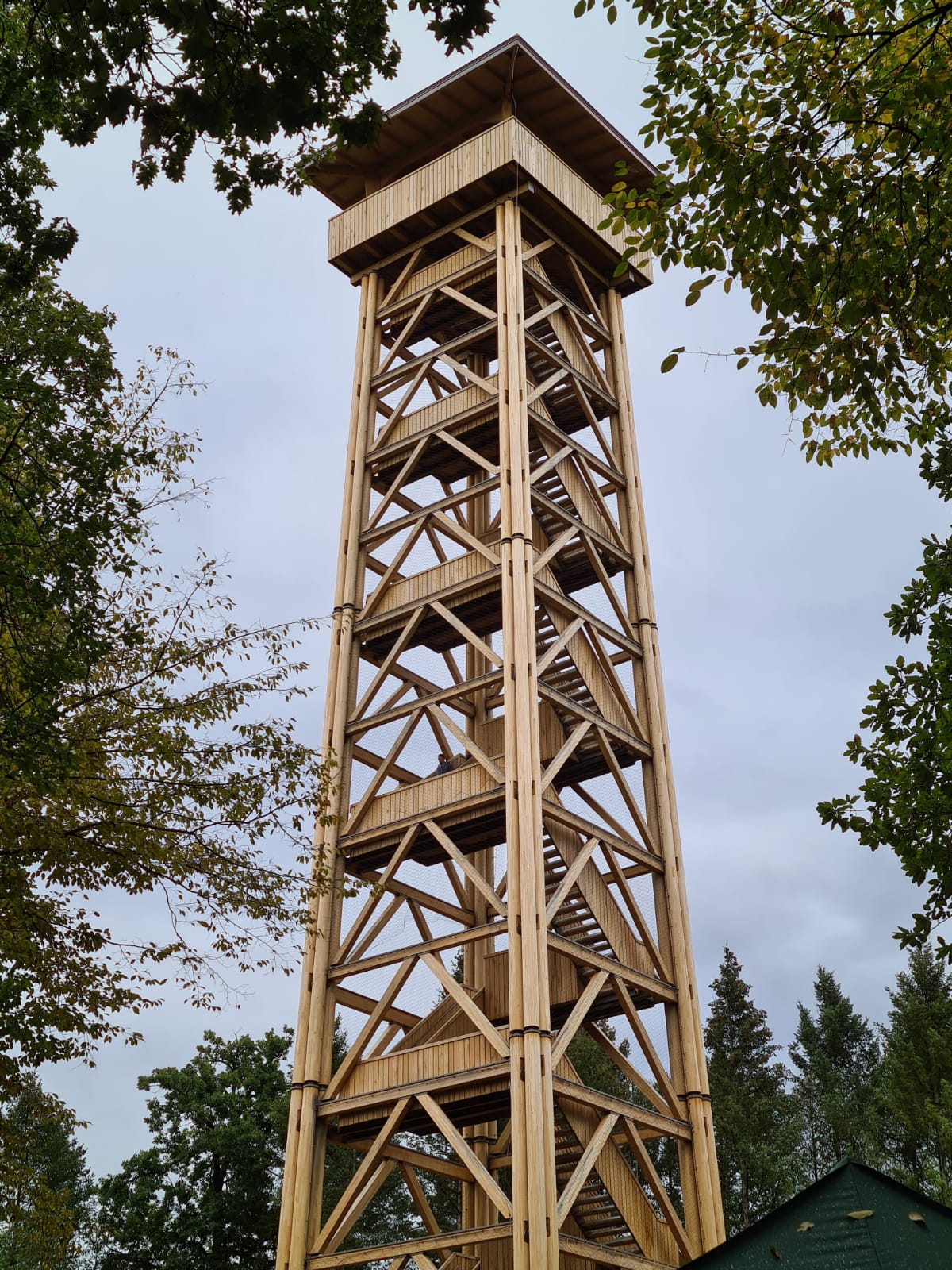
Goetheturm Herbst 27. September 2020
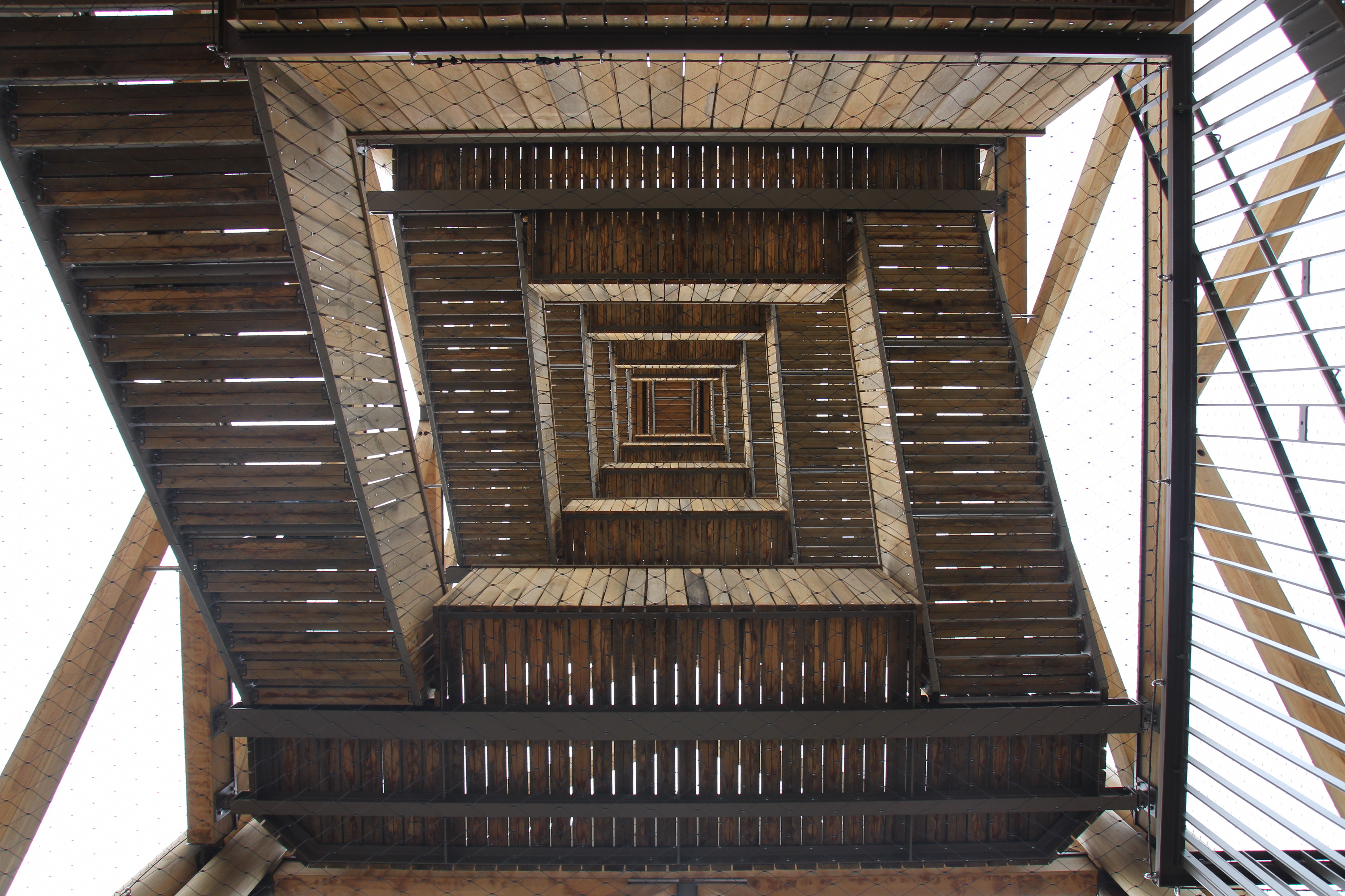
Blick senkrecht nach oben ins Treppenhaus am 11. April 2021